# Лана Дель Рей
Ла́на Дель Рей (англ. Lana Del Rey, МФА: /dɛl rɛi/; настоящее имя — Эли́забет Ву́лридж Грант, англ. Elizabeth Woolridge Grant; род. 21 июня 1985, Нью-Йорк, США) — американская певица, автор песен и поэтесса, одиннадцатикратная номинантка на премию «Грэмми». Является одной из наиболее значимых фигур в современной музыкальной индустрии благодаря своему уникальному стилю, который сочетает в себе меланхоличную эстетику, ностальгию по американской поп-культуре 1950–70-х годов и кинематографичность звучания. Творчество Ланы Дель Рей получило признание как среди критиков, так и среди широкой аудитории. Журнал Variety назвал её «одним из самых влиятельных авторов-исполнителей XXI века», а Rolling Stone включил в свой список «200 величайших певцов всех времён», назвав «величайшим американским автором песен XXI века».
Лана, уроженка Нью-Йорка, провела детство в небольшом городке Лейк-Плэсид. Её творческий путь начался в 2000-х годах, когда она вернулась в Нью-Йорк, чтобы реализовать свои амбиции. Первоначально она выступала под своим настоящим именем, выпуская независимые проекты. Настоящий прорыв произошёл в 2011 году, когда вышел сингл «Video Games», ставший интернет-сенсацией и привлёкший внимание крупных звукозаписывающих компаний.
В 2012 году Дель Рей выпустила второй студийный альбом Born to Die, который стал коммерчески успешным и получил признание критиков. Альбом, сочетающий элементы инди-поп, барокко-поп и трип-хопа, породил такие хиты, как «Summertime Sadness» и «Blue Jeans», ставшие визитными карточками её стиля. Третий альбом, Ultraviolence (2014), спродюсированный Дэном Ауэрбахом, ознаменовал переход к более гитарному и психоделическому звучанию. Альбом дебютировал на вершине американского чарта Billboard 200, закрепив за Ланой статус одной из ведущих артисток своего поколения.
Последующие работы — Honeymoon (2015) и Lust for Life (2017) — продолжили исследование тем любви, меланхолии и американской мечты, а также отразили её растущую политическую и социальную осведомлённость. Переломным моментом в её карьере стал релиз альбома Norman Fucking Rockwell! в 2019 году. Эта пластинка, получившая широкое признание критиков и номинированная на премию «Альбом года», сочетает в себе элементы поп-музыки, софт-рока и психоделии. Журнал Rolling Stone включил её в список «500 величайших альбомов всех времён».
В 2021 году Лана выпустила альбомы Chemtrails over the Country Club и Blue Banisters, где продолжила исследовать темы американской культуры, идентичности и самоопределения. Девятый студийный альбом, Did You Know That There's a Tunnel Under Ocean Blvd (2023), также получил положительные отзывы, а сингл «A&W» вошёл в список «500 величайших песен всех времён» по версии Rolling Stone.
Дель Рей активно сотрудничает с киноиндустрией. Её песня «Young and Beautiful», написанная для фильма «Великий Гэтсби» (2013), была номинирована на премии «Грэмми» и «Выбор критиков». Среди других известных работ — кавер на песню «Once Upon a Dream» для фильма «Малефисента» (2014) и заглавная композиция для фильма «Большие глаза» (2014), принесшая ей номинацию на «Золотой глобус». В 2019 году она записала совместный трек «Don’t Call Me Angel» с Арианой Гранде и Майли Сайрус для фильма «Ангелы Чарли».
Помимо музыки, Дель Рей известна как поэтесса. В 2020 году она выпустила сборник стихов и фотографий Violet Bent Backwards Over the Grass («Вайолет, склонившаяся над травою»), который укрепил её репутацию одного из важнейших авторов своего времени.

## Биография

### 1985—2004: ранние годы
Когда я в детстве осознала, что моя мама, мой папа и вообще все, кого я знаю, когда-нибудь умрут, я реально запаниковала. У меня случился настоящий мировоззренческий кризис. Некоторое время я была очень несчастна. Все время попадала в какие-то истории. Пила много. Тяжелое время было, в общем.
Элизабет Вулридж Грант, известная под сценическим именем Лана Дель Рей, родилась 21 июня 1985 года в Манхэттене (Нью-Йорк). Её родители, Роберт Ингленд Грант-младший (род. 1953) и Патрисия Энн (Пэт) Грант (в девичестве Хилл, род. 1955), работали в рекламном агентстве Grey Group. Отец занимался копирайтингом, а мать была менеджером по работе с клиентами. В семье, помимо Элизабет, росли ещё двое детей: младшая сестра Кэролайн по прозвищу Чак (род. 1987) и брат Чарли (род. 1993). Семья придерживалась католических традиций, а среди предков Элизабет были выходцы из Англии и Шотландии.
Когда Элизабет исполнился год, семья переехала из шумного мегаполиса в городок Лейк-Плэсид, расположенный на севере штата Нью-Йорк. Впоследствии отец основал мебельную компанию, занялся недвижимостью и стал успешным инвестором в доменные имена. Мать сменила профессию и стала учительницей. Однако Элизабет скучала по городской жизни и мечтала вернуться в Нью-Йорк. Она описывала Лейк-Плэсид как тихое и скучное место, сравнивая его атмосферу с сериалом «Твин Пикс».
Традиционное образование не подходило будущей певице, и она чувствовала себя некомфортно в католической начальной школе Св. Агнессы. В детстве Элизабет пела в церковном хоре и даже исполняла обязанности кантора. В подростковом возрасте она столкнулась с внутренними проблемами, включая алкогольную зависимость. «В небольших городах быстро взрослеешь, потому что там не так много интересных занятий, — вспоминала она. — Поэтому ты тусуешься с ребятами, которые уже окончил школу, и это совершенно нормально. Но моей семье это не понравилось». Родители, обеспокоенные поведением дочери, отправили её в престижную школу-интернат Kent School в Коннектикуте, когда ей было 14 или 15 лет. Этот шаг предпринят для того, чтобы помочь Элизабет справиться с зависимостью и найти новый жизненный путь. Помощь в получении финансовой поддержки при поступлении оказал дядя, работавший в приёмной комиссии школы.
Однако учёба в новой школе не помогла избавиться от зависимости, и Элизабет продолжала чувствовать себя несчастной. Она была замкнутой и не находила общий язык со сверстниками. В этот период она часто задумывалась о глубоких философских вопросах, особенно о смерти, что усиливало её тревогу и отчуждение. Один из учителей познакомил её с произведениями Аллена Гинзберга, Уолта Уитмена, Владимира Набокова, а также с музыкой Тупака Шакура и The Notorious B.I.G., что оказало сильное влияние на её мировоззрение и творчество.
После окончания школы Элизабет вернулась в Лейк-Плэсид, где осознала необходимость изменений. Однажды утром, после очередной вечеринки, она обнаружила, что потеряла свою машину. Этот инцидент послужил сигналом о том, что её жизнь вышла из-под контроля. Она прошла курс реабилитации и с 2003 года ведёт трезвый образ жизни. Поступив в Университет штата Нью-Йорк в Дженесео, девушка решила взять академический отпуск и переехала к тёте и дяде на Лонг-Айленд, где работала официанткой. Именно тогда дядя научил её играть на гитаре, что стало переломным моментом в её жизни. «Я поняла, что с этими шестью аккордами могу написать миллион песен», — вспоминала она.

Вскоре Элизабет начала сочинять песни и выступать в ночных клубах Нью-Йорка под различными псевдонимами, таким как Sparkle Jump Rope Queen и Lizzy Grant and the Phenomena. Прочитав биографию Боба Дилана, написанную Энтони Скадуто, она почувствовала вдохновение заняться музыкальным искусством. Первое выступление прошло успешно, хотя сначала Элизабет испытывала страх. Позже она вспоминала:  
Мне было восемнадцать, я взяла гитару и пошла в одно заведение на Бедфорд-авеню в Бруклине. Сыграла одну песню и отправилась восвояси. По дороге меня догнали два парня и сказали: «Слушай, а ты классная, может, выступишь перед нами?» После этого я долго думала, что так все и будет — буду жить в Бруклине, играть на разогреве у кого захочу.
Несмотря на страсть к музыке, Элизабет не рассматривала карьеру певицы всерьез. Она выступала в бруклинских клубах, где нашла верных друзей и поклонников в андеграундной среде, играя в основном для собственного удовольствия. Осенью 2004 года Элизабет поступила в Фордемский университет, выбрав философию с уклоном в метафизику. Она объяснила свой выбор интересом к вопросам существования Бога и науки, утверждая, что философия объединяет эти две области. Однако она практически не принимала участия в студенческой жизни, отдавая предпочтение написанию песен и творческим поискам. В тот же период она занималась социальной работой в приютах реабилитационных центрах для людей, страдающих алкогольной и наркотической зависимостями.

### 2005—2010: первые записи
Я мечтала стать частью сообщества талантливых музыкантов. Отчасти это желание было продиктовано тем, что у меня было не так много друзей, и я надеялась встретить людей, которые разделяли бы мои интересы, полюбить их и создать вокруг себя что-то похожее на те сообщества, которые зарождались в 60-х.
Весной 2005 года Элизабет Грант, будучи студенткой колледжа, сделала важный шаг в мире музыки, зарегистрировав в Бюро авторского права США мини-альбом из семи треков под названием Rock Me Stable (или Young Like Me). В этот же период под псевдонимом Мэй Джейлер она записала второй мини-альбом, From the End. А между 2005 и 2006 годами она создала акустический альбом Sirens, который, однако, оказался в сети лишь в 2012 году.

На конкурсе песенного творчества Williamsburg Live в 2006 году Элизабет познакомилась с Ваном Уилсоном, представителем независимого лейбла 5 Points Records, основанном композитором Дэвидом Нихтерном. «С первого взгляда я понял, что она станет звездой, — вспоминает Нихтерн. — Она сама это ощущала. Это была не просто уверенность, а нечто глубинное, будто её путь уже был предрешен». Эта встреча привела к заключению контракта на сумму $10 тысяч, которые Элизабет вложила в переезд трейлерный парк Manhattan Mobile Home Park в Норт-Бергене (Нью-Джерси). Вскоре она начала сотрудничать с продюсером Дэвидом Каном. Нихтерн рассказывал: 
У нас был простой план: выпустить альбом и отправиться в тур сразу после её выпуска из колледжа. Она быстро менялась. Когда мы впервые встретились, она играла на акустической гитаре, выглядела как миловидная девушка с прямыми светлыми волосами. Но её развитие шло стремительно.

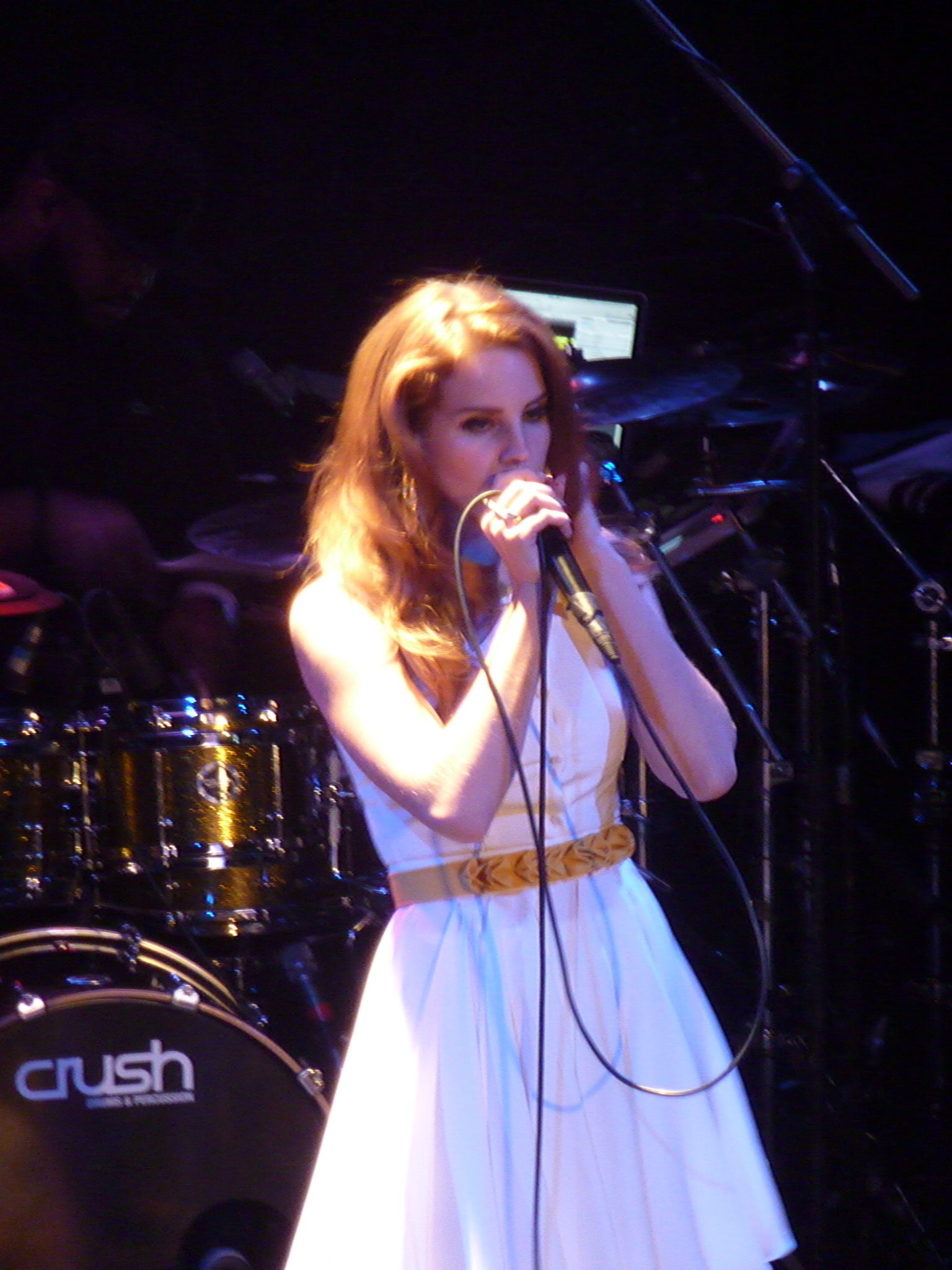
Выступление Дель Рей на в декабре 2011 года

В 2008 году Элизабет завершила обучение в Фордемском университете, получив степень бакалавра по философии. После этого она выпустила трехтрековый мини-альбом Kill Kill под именем Лиззи Грант, продюсирование которого взял на себя Кан. «Дэвид предложил мне сотрудничество буквально на следующий день после прослушивания моего демо, — делилась она. — Он славится своей безупречной репутацией, готов выйти за рамки поп-музыки ради создания чего-то настоящего».
Одним из ключевых моментов стало решение выбрать сценический псевдоним. «Мне хотелось найти имя, которое задало бы тон всей моей музыке, — рассказывала она. — Тогда я часто бывала в Майами, много общалась на испанском с кубинскими друзьями. Имя „Лана Дель Рей“ ассоциировалось у нас с гламуром прибрежья, солнцем, морем и свободой. Оно звучало изысканно, плавно скатываясь с языка». Первоначально она использовала написание Lana Del Ray, и именно под этим именем в январе 2010 года вышел её дебютный одноимённый альбом. Отец Элизабет помогал с маркетингом релиза, но уже к апрелю того же года альбом пропал из iTunes. Как утверждали представители лейбла, Элизабет выкупила права на альбом из-за неудовлетворенности его продвижением. Спустя всего три месяца после выхода альбома она встретила менеджеров Бена Мосона и Эда Миллета, которые помогли ей расторгнуть контракт с 5 Points Records, поскольку «там ничего не происходило». После этого Элизабет на несколько месяцев переехала в Лондон, где занялась созданием новых песен. Там она написала грустную балладу, посвящённую парню, увлекающемуся игрой в World of Warcraft, назвав её «Video Games». Экспериментируя с видеоматериалами в программе iMovie, она миксовала записи с веб-камеры и фрагменты с YouTube. Этот подход достиг своего апогея в клипе «Video Games», который стал вирусным и открыл новую главу в её карьере.

### 2011—2013:Born to DieиParadise
Я участвовала в каком-то певческом конкурсе. Разумеется, продула. Но у одного из членов жюри был небольшой лейбл, и он предложил мне договор и продюсера. Тогда я назвалась Лиззи Грант и семь месяцев по вечерам в свободное от работы время записывала альбом, который два года пролежал на полке, потому что все ждали, что придет какая-нибудь большая компания и захочет его издать. Разумеется, ничего не произошло. Песни были очень мрачные, широкой публике такие якобы не нужны. <…> В общем, меня все это утомило, и я решила, что, видимо, не суждено мне заниматься музыкой. И стала сочинять чисто для себя. Сделала с друзьями несколько клипов, выложила их на YouTube. В частности, там была «Video Games». А дальше вы знаете.
В 2011 году Лана Дель Рей разместила на YouTube любительские клипы на песни «Video Games» и «Blue Jeans». Эти минималистичные видео мгновенно привлекли внимание интернет-сообщества. Особенным успехом пользовался клип на «Video Games», который стал настоящей вирусной сенсацией благодаря своей меланхоличной атмосфере и необычному сочетанию архивных кадров с личными видеозаписями Ланы. Успех клипа привлек внимание лейбла Stranger Records, выпустившего «Video Games» в качестве дебютного сингла. В интервью The Observer Лана поделилась: «Я просто выложила эту песню, потому что она была моей любимой. Даже не ожидала, что она станет синглом, но людям она действительно понравилась».

Этот неожиданный успех принес Ланне награду Q Award в номинации «Будущая звезда» в октябре 2011 года, а годом позже — престижную премию Айвора Новелло за лучшую современную песню. Вскоре после этого она заключила контракт с Interscope Records и Polydor для выпуска второго студийного альбома Born to Die. В поддержку альбома Лана выступила на нескольких концертах и телешоу, включая популярное Later... with Jools Holland. Однако её появление на Saturday Night Live 14 января 2012 года вызвало противоречивые отзывы: критики и зрители отмечали неуверенность её вокала и неровное исполнение. 

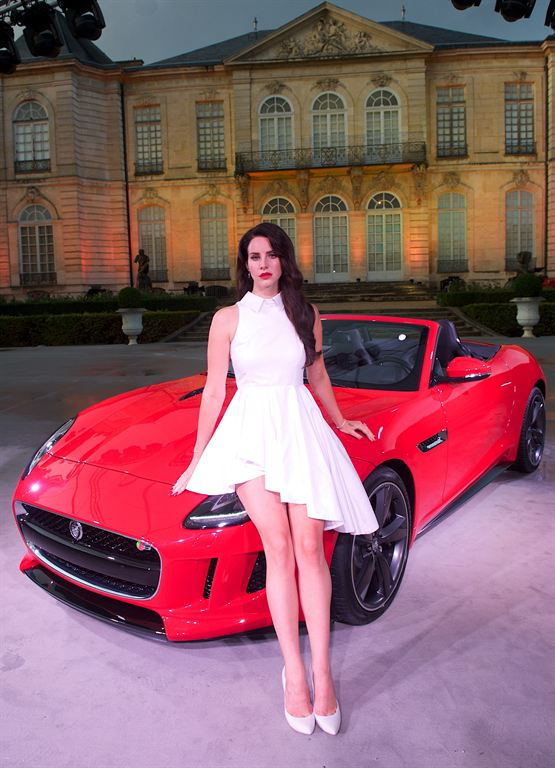
Дель Рей на презентации автомобиля Jaguar F-Type в сентябре 2012 года

Несмотря на критику, альбом Born to Die, вышедший 31 января 2012 года, стал коммерческим триумфом. Он занял первые позиции в чартах одиннадцати стран и дебютировал на втором месте в американском Billboard 200. Хотя мнения критиков разделились — кто-то восхищался уникальным стилем и атмосферой альбома, другие находили его слишком мрачным и однообразным, — Born to Die закрепил за Ланой статус одной из самых заметных фигур в мировой поп-музыке. Он стал одним из самых продаваемых альбомов 2012 года, разошедшись тиражом в 3,4 миллиона копий. В США альбом удерживался в чарте Billboard 200 большую часть года, заняв 76-е место спустя 36 недель. К февралю 2024 года он провёл в Billboard 200 520 недель, что сделало Лану второй исполнительницей после Адели, добившейся такого достижения.

В сентябре 2012 года Лана стала лицом презентации нового автомобиля Jaguar F-Type на Парижском автосалоне. Для рекламного ролика она записала песню «Burning Desire». Выбор Ланы для этой кампании Эдриан Холлмарк, глобальный бренд-директор Jaguar, объяснил её уникальной способностью сочетать аутентичность и современность. В том же месяце она представила кавер на классическую песню «Blue Velvet», ставший промосинглом для осенней кампании H&M. Лана также приняла участие в рекламной кампании бренда, снявшись для его печатной рекламы. 

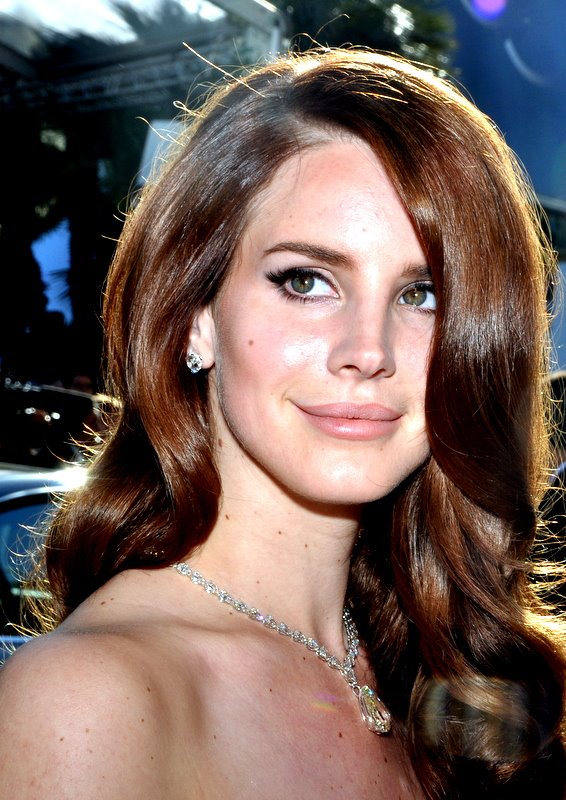
Дель Рей на 65-м Каннском кинофестивале в мае 2012 года

25 сентября Дель Рей выпустила сингл «Ride», который стал заглавной композицией её грядущего мини-альбома Paradise. Премьера клипа на эту песню, состоявшаяся в театре Aero Theatre в Санта-Монике, вызвала оживленные дискуссии. Видео, в котором Лана предстает в образе проститутки среди байкеров, подверглось критике за предполагаемое продвижение проституции и антифеминистских настроений. Однако певица пояснила, что сюжет клипа символизирует свободу и поиск собственного пути.
12 ноября 2012 года вышел мини-альбом Paradise, который также вошел в состав расширенной версии альбома Born to Die: The Paradise Edition, включающей оригинальные треки и восемь новых композиций. Paradise дебютировал на десятом месте в Billboard 200 с продажами в 67 000 копий за первую неделю. Позже он был номинирован на «Грэмми» в категории «Лучший вокальный поп-альбом». В ноябре 2012 года Лана получила несколько номинаций на MTV Europe Music Awards, одержав победу в категории «Лучший альтернативный исполнитель». В феврале 2013 года она взяла награду Brit Awards как лучшая международная исполнительница, а затем получила две премии Echo.
В марте 2013 года Дель Рей прочитала стихотворение Уолта Уитмена «Песня о себе» для журнала L’Officiel. В течение следующих месяцев она выпустила клипы на кавер-версии: «Chelsea Hotel #2» Леонарда Коэна и «Summer Wine» Ли Хезлвуда и Нэнси Синатры. Последнюю она исполнила со своим тогдашним бойфрендом Барри Джеймсом О'Нилом. В мае 2013 года Лана записала трек «Young and Beautiful» для саундтрека к фильму «Великий Гэтсби». Эта песня добралась до 22-го места в Billboard Hot 100, но настоящий хит состоялся благодаря ремиксу Седрика Жерве на «Summertime Sadness», который взлетел до шестой строки в чартах и принес французскому диджею «Грэмми» за лучший неклассический ремикс.
В июне 2013 года Дель Рей снялась в музыкальном короткометражном фильме «Тропико», вдохновленном треками из Paradise. Сценарий фильма Лана написала самостоятельно. Премьера состоялась 4 декабря 2013 года в кинотеатре Cinerama Dome в Голливуде. «Тропико» стал ярким воплощением уникального стиля певицы, сочетающего библейские мотивы, голливудский гламур и меланхоличную красоту её музыки.

### 2014—2016:Ultraviolence,Honeymoonи песни к фильмам
В январе 2014 года Лана Дель Рей представила кавер на песню «Once Upon a Dream», созданный для фильма «Малефисента». Этот проект стал её первой крупной работой после завершения альбома Paradise. Вскоре она приступила к созданию нового материала, итогом которого стал альбом Ultraviolence, выпущенный 13 июня 2014 года. За производство пластинки отвечал музыкант Дэн Ауэрбах, известный по работе в группе The Black Keys. 

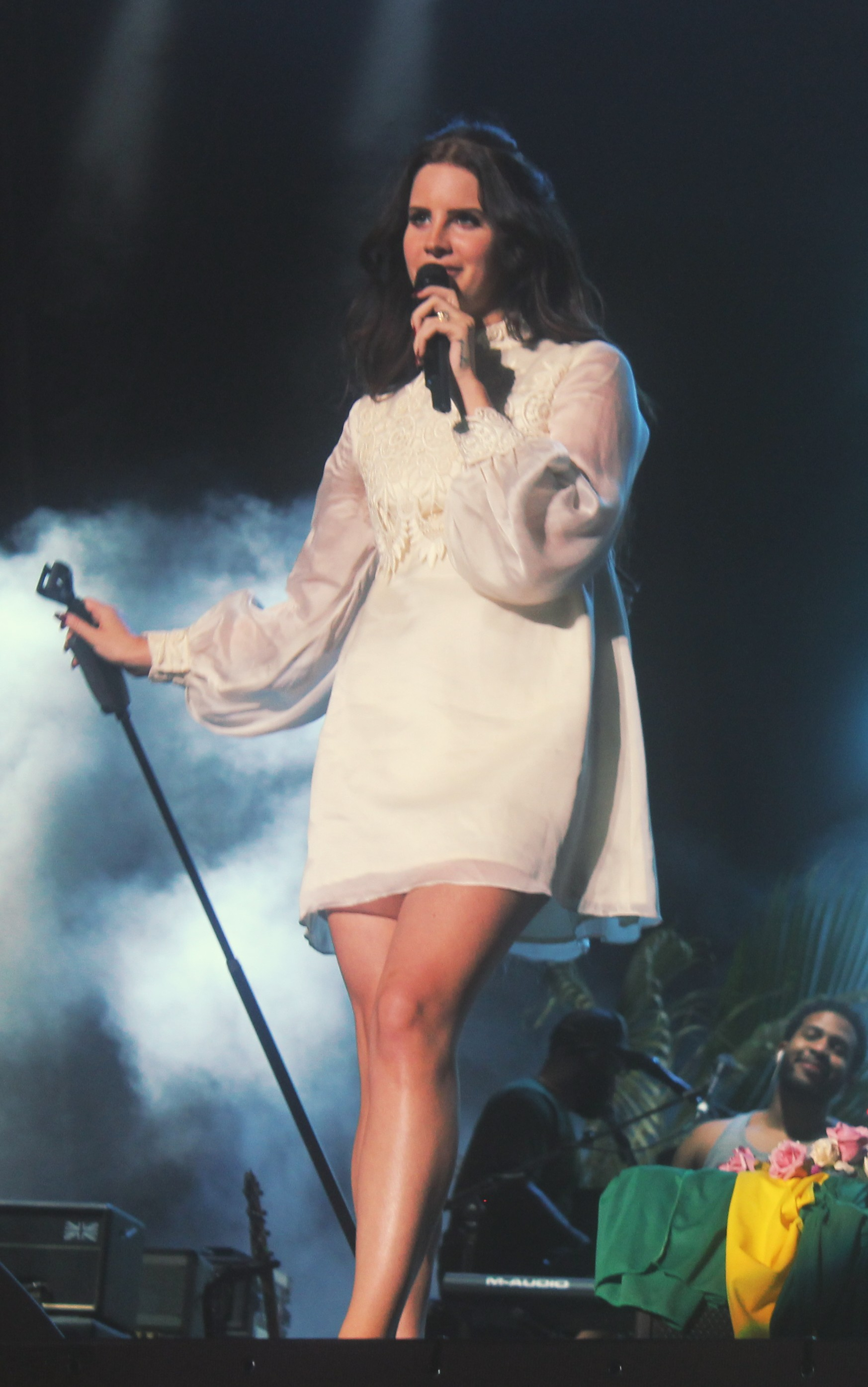
Лана на фестивале Planet Terra в Южной Америке в ноябре 2014 года

Альбом мгновенно завоевал вершины чартов в двенадцати странах, включая США и Великобританию, с продажами 880 000 копий за первую неделю. Релизу предшествовали синглы «West Coast», «Shades of Cool», «Ultraviolence» и «Brooklyn Baby». В этот период в личной жизни Ланы появился фотограф Франческо Карроццини, снявший клип на песню «Ultraviolence». Их отношения продолжались больше года, завершившись в ноябре 2015 года. Лана охарактеризовала Ultraviolence как «более минималистичное, но всё ещё кинематографическое и мрачное» произведение. Критики отметили влияние психоделического и дезерт-рока и особое внимание к гитарным аранжировкам, что придало альбому уникальную глубину и атмосферность.
Также в 2014 году Лана записала песни «Big Eyes» и «I Can Fly» для фильма Тима Бёртона «Большие глаза».  Следующий альбом, Honeymoon, увидел свет 18 сентября 2015 года и получил восторженные отзывы критиков. До официального релиза были представлены сингл «High by the Beach» и промосинглы «Honeymoon» и «Terrence Loves You». В мае 2015 года Лана отправилась в тур The Endless Summer Tour, поддерживаемый такими артистами, как Кортни Лав и Граймс.
Кроме того, в августе 2015 года Лана участвовала в создании трека «Prisoner» из альбома The Weeknd Beauty Behind the Madness, выступив соавтором и исполнителем вокальной партии.  В ноябре она стала исполнительным продюсером короткометражного фильма Hi, How Are You Daniel Johnston («Привет! Как дела, Дэниел Джонстон»), посвящённого жизни музыканта Дэниела Джонстона. Для проекта Лана записала кавер на его песню «Some Things Last a Long Time». В том же месяце она получила премию «Первопроходец» на церемонии Billboard Women in Music и победила в номинации «Лучший альтернативный исполнитель» на MTV Europe Music Awards. 
В декабре 2015 года Дель Рей анонсировала серию концертов в поддержку альбома Honeymoon в рамках «фестивального тура», охватывающего Северную Америку и Европу. С июня по ноябрь 2016 года она выступила на ряде фестивалей. В марте 2016 года её менеджеры объявили, что певица уже работает над следующим альбомом. В работе над новой пластинкой участвовали Джастин Паркер, Рик Ноуэлс и Эмиль Хейни. В интервью журналу NME Лана подчеркнула, что её последние альбомы отражают «калифорнийское настроение», но новый проект обещает быть более «нью-йоркским»: 
Мне легко переходить от „нью-йоркского“ настроения к „калифорнийскому“ образу жизни. Поэтому я могу представить, как записываю ещё один „нью-йоркский“ альбом. Мне кажется, он был бы немного более жёстким, быстрым, оптимистичным и менее мечтательным.
Начало 2016 года принесло Ланне номинации на премии People’s Choice и BRIT Awards в категориях «Любимая исполнительница» и «Лучшая зарубежная исполнительница» соответственно. Также в этом году она снова сотрудничала с The Weeknd, участвуя в записи треков «Party Monster» и «Stargirl Interlude» для его альбома Starboy. Песня «Party Monster», слова которой частично написаны Ланой, вошла в топ-20 чарта Billboard Hot 100 и получила двойной платиновый статус в США.

### 2017—2019:Lust for LifeиNorman Fucking Rockwell!

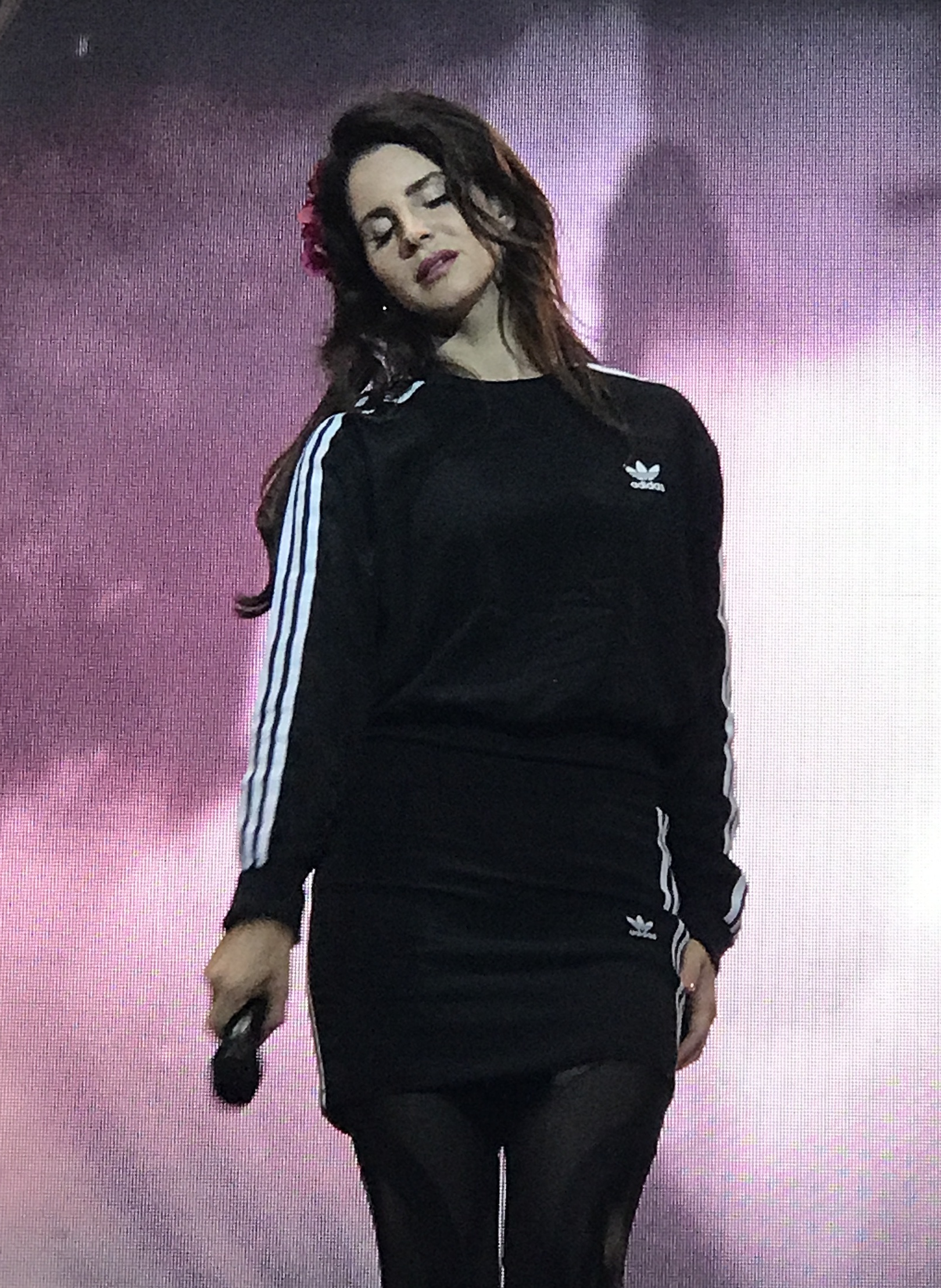
Выступление Дель Рей на фестивале Flow в Хельсинки в августе 2017 года

Пятый студийный альбом Ланы Дель Рей Lust for Life вышел 21 июля 2017 года. Ему предшествовали синглы: «Love», «Lust for Life», записанный совместно с The Weeknd, «Summer Bummer» с участием A$AP Rocky и Playboi Carti, а также «Groupie Love», снова с Rocky. Перед релизом Лана поделилась: «Первые четыре альбома я создавала для себя. Этот же альбом я посвящаю своим поклонникам и нашему общему пути». На пластинке также звучат коллаборации со Стиви Никс и Шоном Ленноном.
Lust for Life получил в основном положительные отзывы и стал третьим альбомом Дель Рей, возглавившим британские чарты, и вторым — американские. Он был номинирован на «Грэмми» в категории «Лучший вокальный поп-альбом», что стало второй номинацией Ланы в этой категории. Летом и осенью 2017 года Дель Рей провела серию концертов в США и Европе в поддержку альбома. На одном из выступлений она намекнула на возможный выпуск сборника из 25 любимых песен, ранее утекших в сеть.
27 сентября 2017 года Лана анонсировала концертный тур LA to the Moon Tour, в котором участвовали Джене Айко и Кали Учис. Тур стартовал в январе 2018 года в Северной Америке и завершились в августе. 29 марта 2018 года, во время гастролей, Лана опубликовала в Instagram фрагмент новой песни «Happiness Is a Butterfly», намекнув на работу над следующим альбомом.
В январе 2018 года вокруг певицы разгорелся скандал из-за слухов о судебном разбирательстве с группой Radiohead, члены которой усмотрели сходство своей композиции «Creep» с треком Ланы «Get Free». Однако представители лейбла Warner/Chappell опровергли слухи о суде и утверждения Дель Рей о требованиях группы касательно получения всех авторских отчислений от песни. Летом того же года, выступая на фестивале Lollapalooza в Бразилии, Лана заявила, что конфликт урегулирован.
На протяжении 2018 года певица активно участвовала в различных проектах, включая запись композиций «Living with Myself» Джонатана Уилсона, «God Save Our Young Blood» и «Blue Madonna» Børns, а также «Woman» Cat Power. В июле 2018 года вышел документальный фильм «Король» об Элвисе Пресли, в котором прозвучал ранее неизданный трек Ланы «Elvis», записанный в 2008 году.

В январе 2019 года Лана стала лицом рекламной кампании аромата Gucci Guilty, снявшись в рекламном ролике вместе с Джаредом Лето и Кортни Лав. В августе она выступила на церемонии вручения звезды на Аллее славы в Голливуде, представляя режиссёра Гильермо дель Торо, и выпустила кавер-версию песни «Season of the Witch» для его фильма «Страшные истории для рассказа в темноте». В том же месяце Лана презентовала внеальбомный сингл «Looking for America», спонтанно созданный в ответ на массовые расстрелы в Эль-Пасо и Дейтоне.

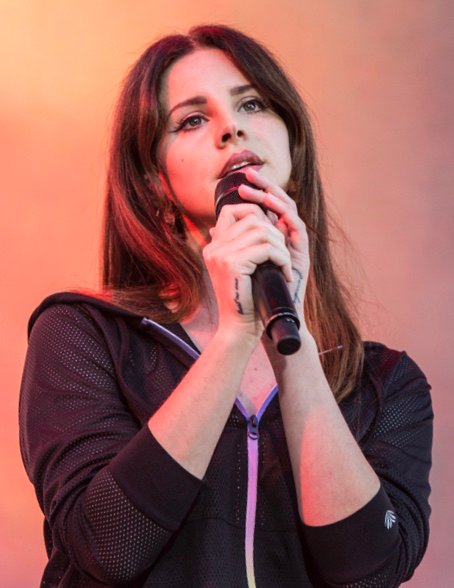
Выступление Дель Рей на фестивале KROQ Weenie Roast в Карсоне в мае 2017 года

Шестой студийный альбом Дель Рей Norman Fucking Rockwell! увидел свет 30 августа 2019 года. Год назад, в сентябре 2018-го, Лана анонсировала его выход. Альбому предшествовали синглы «Mariners Apartment Complex», «Venice Bitch», «Hope Is a Dangerous Thing for a Woman like Me to Have – but I Have It» и «Doin’ Time», а также двойной сингл «Fuck It, I Love You» / «The Greatest».
Norman Fucking Rockwell! получил восторженные отзывы критиков и стал наиболее высокооцененным альбомом в карьере Ланы по версии Metacritic. Рецензент NME поставил альбому 5 звёзд из 5, а музыкальный критик Роб Шеффилд назвал его поп-классикой, отметив:
Долгожданный Norman Fucking Rockwell оказался еще более массивным и величественным, чем все ожидали. Лана превращает свой пятый и лучший альбом в тур по грязным американским мечтам, глубоко освещая все самые извращенные фантазии США о гламуре и опасности. Ни один другой автор песен не имеет такого опыта в создании столь сложных романтических фантазий, которые могли бы так же дотла жечь сердца слушателей.  
Альбом был номинирован на две премии «Грэмми»: в категориях «Альбом года» и «Песня года» (заглавный трек). Это была первая совместная работа Дель Рей с Джеком Антоноффом, который выступил соавтором и продюсером большинства треков. Режиссёром музыкальных видео к первым двум синглам выступила сестра Ланы Кэролайн (Чак) Грант.
В сентябре Лана объединилась с Арианой Гранде и Майли Сайрус для записи трека «Don’t Call Me Angel», ставшего заглавным синглом саундтрека к фильму «Ангелы Чарли». Песня получила золотые сертификаты в ряде стран и попала в топ-10 хит-парадов Австралии, Новой Зеландии, Шотландии, Ирландии и Великобритании. В октябре Лана исполнила дуэтом с Джоан Баэз песню «Diamonds & Rust», а в ноябре приняла участие в рождественском шоу Кейси Масгрейвс на Amazon Prime, выступив наряду с Камилой Кабельо, Джеймсом Корденом и Троем Сиваном.

### 2020—2021:Chemtrails over the Country Club,Blue Banistersи поэтический сборник

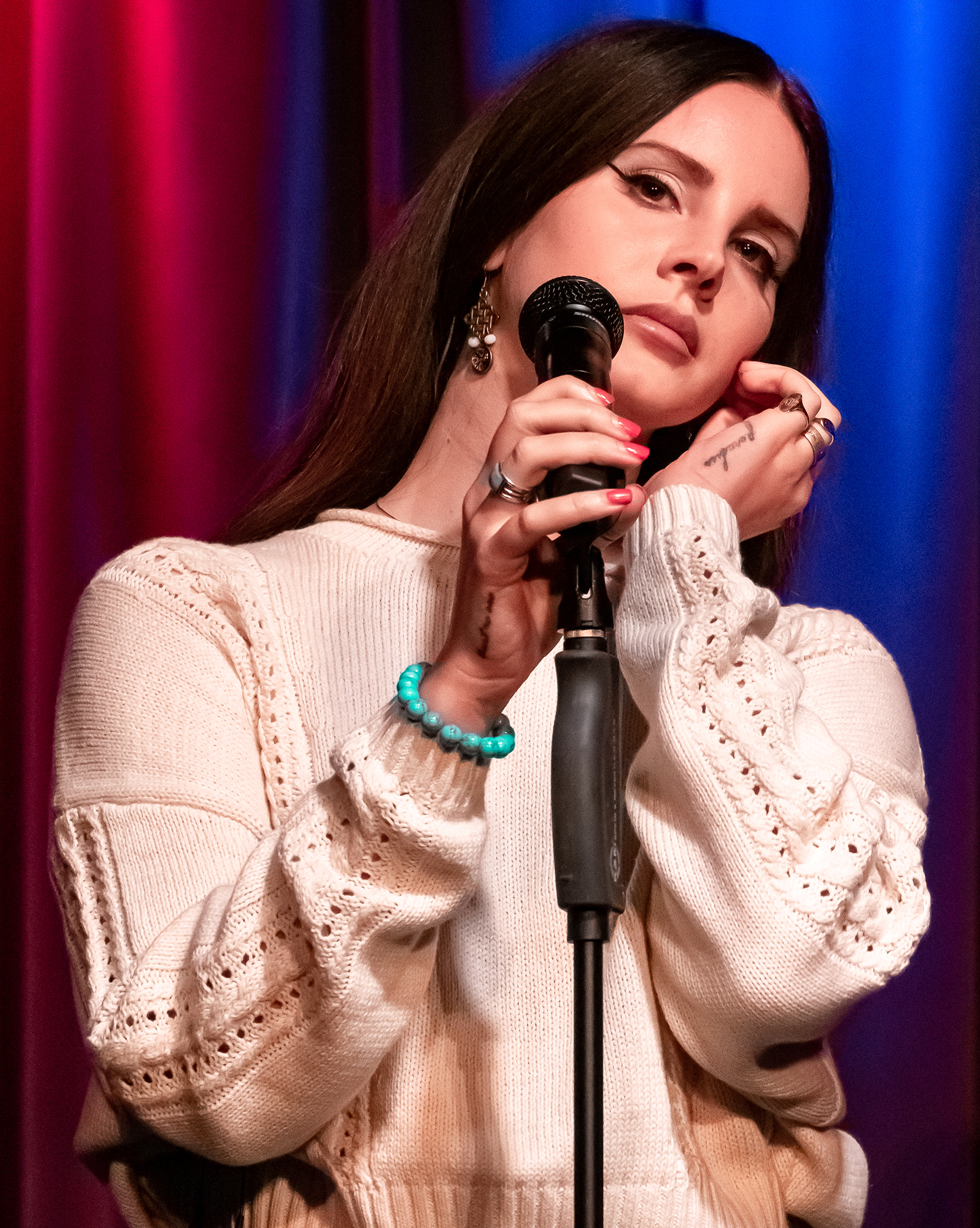
Выступление Дель Рей в Музее «Грэмми» в октябре 2019 года

В 2019 году Лана анонсировала альбом разговорного жанра, релиз которого состоялся годом позже вместе со стихотворным сборником Violet Bent Backwards over the Grass. Печатное издание появилось 29 сентября, а аудиоверсия, спродюсированная Джеком Антоноффом, вышла 28 июля. Заглавным синглом стало стихотворение «Лос-Анджелес, кто я такая, чтобы любить тебя?», опубликованное накануне релиза альбома. В мае 2020 года Лана объявила о работе над второй книгой, Behind the Iron Gates — Insights from the Institution, первоначально запланированной к выходу в марте 2021 года. Однако рукопись была утрачена после кражи из автомобиля певицы в 2022 году.
В сентябре 2020 года Лана приняла участие в ремиксе песни Мэтта Мэйсона «Hallucinogenics», которую они ранее исполняли вместе на концерте. В ноябре того же года она сообщила о планах выпустить альбом, включающий американские стандарты и классику, к Рождеству, однако релиз так и не состоялся. В альбоме должны были прозвучать песни, записанные совместно с кантри-исполнительницей Никки Лэйн. В том же месяце Лана внесла вклад в документальный фильм о футбольном клубе «Ливерпуль», «Конец шторма», исполнив клубный гимн «You’ll Never Walk Alone». Трек был выпущен как ограниченный сингл, а все доходы от его продажи пошли в фонд LFC. Известно, что Лана является преданной болельщицей команды и неоднократно посещала матчи на стадионе «Энфилд».
19 марта 2021 года вышел её седьмой студийный альбом Chemtrails over the Country Club, заслуживший положительные отзывы критиков. Пластинка была анонсирована ещё в 2019 году и первоначально планировалась под названием White Hot Forever, но её релиз пришлось отложить из-за проблем с производством виниловых пластинок. Как и предыдущая работа, Chemtrails over the Country Club создана в основном в сотрудничестве с Антоноффом. Перед выпуском альбома состоялись премьеры синглов «Let Me Love You like a Woman» и «Chemtrails Over the Country Club». Для этих песен, а также для композиции «White Dress», были сняты видеоклипы.
22 октября 2021 года Лана выпустила альбом Blue Banisters. Его предварял одновременный релиз трёх песен 20 мая: заглавного сингла, «Text Book» и «Wildflower Wildfire». 8 сентября последовал сингл «Arcadia», сопровождаемый музыкальным клипом. Альтернативная версия видео появилась месяцем позже. 20 октября, перед выходом альбома, был представлен клип на трек «Blue Banisters».

### 2022—2023:Did You Know That There's a Tunnel Under Ocean Blvd
В январе 2022 года Дель Рей представила песню «Watercolor Eyes», прозвучавшую в сериале «Эйфория». В том же году она подтвердила работу над новыми музыкальными проектами и поэзией. Однако 19 октября её постигла неприятность: в серии постов в Instagram Лана рассказала, что несколько месяцев назад её автомобиль подвергся ограблению. Воры похитили рюкзак с ноутбуком, жёсткими дисками, тремя камерами и 200-страничной рукописью будущей книги стихов Behind the Iron Gates — Insights from an Institution. Также были утеряны два года семейных видеозаписей. Лане удалось дистанционно удалить данные с ноутбука, но рукопись осталась безвозвратно утраченной. Тем не менее, она сохраняла оптимистичный настрой: «Несмотря на случившееся, я верю в новый альбом, который скоро увидит свет».  
21 октября 2022 года состоялся релиз сингла Тейлор Свифт «Snow on the Beach» из альбома Midnights, где Лана исполнила бэк-вокальную партию. Трек, созданный в соавторстве с Свифт, Дель Рей и Антоноффом, дебютировал на четвёртом месте в чарте Billboard Hot 100, что стало рекордом для Ланы. 26 мая 2023 года Свифт выпустила ремикс, увеличив долю вокала Ланы, откликнувшись на многочисленные просьбы фанатов.  
7 декабря 2022 года Лана представила сингл «Did You Know That There's a Tunnel Under Ocean Blvd», ставший заглавным треком её одноимённого девятого студийного альбома. В марте 2023 года она стала героиней обложки журнала Interview, где её интервьюировала Билли Айлиш.. В ходе беседы Дель Рей поделилась, что новый альбом исследует её внутренние переживания, а некоторые песни отличаются особенно длинными и насыщенными текстами. Следующие синглы появились 14 февраля («A&W») и 14 марта («The Grants»). Сам альбом вышел 24 марта 2023 года.  
19 мая 2023 года Дель Рей представила песню «Say Yes to Heaven», записанную ещё в 2013 году для альбома Ultraviolence, но так и не вошедшую в него. Фрагменты трека были слиты в сеть в 2016 году, но теперь он стал доступен официально. 20 июля Лана удивила фанатов, временно став сотрудницей сети Waffle House во Флоренсе (штат Алабама). Облачившись в униформу с именной биркой «Lana», она разливала кофе и общалась с посетителями, вызвав бурю восторга в соцсетях.
В 2023 году Лана отправилась в тур в поддержку своего нового альбома. 20 октября она появилась на сингле «Suburban House» своей давней фанатки Холли Макве, с которой познакомилась ещё в 2017 году. В ноябре 2023 года Лану выдвинули на пять премий «Грэмми», включая номинации «Альбом года», «Лучший альтернативный альбом», «Песня года» и «Лучшее исполнение альтернативной музыки» за трек «A&W». Она также стала лицом коллекции бренда Skims ко Дню святого Валентина в 2024 году.  

### 2024 —н.в.:The Right Person Will Stay
31 января 2024 года Лана анонсировала следующий альбом, изначально носивший рабочее название Lasso, но впоследствии переименованный в The Right Person Will Stay. Релиз намечен на 21 мая 2025 года. 3 июля 2024 года вышел сингл «Tough», записанный с рэпером Quavo.  
12 апреля Дель Рей выступила хедлайнером на фестивале «Коачелла», где исполнила 15 треков. В финале выступления к ней присоединилась Билли Айлиш, и они вместе представили композиции «Ocean Eyes» и «Video Games». Завершив выступление, Айлиш призналась: «Лана — причина существования половины вас, включая меня!». Несмотря на технические проблемы со звуком, концерт получил преимущественно положительные отзывы критиков.
25 ноября Лана объявила о туре по Великобритании и Ирландии в 2025 году. Гастроли стартуют 23 июня и завершатся 3 июля концертом на стадионе «Уэмбли» в Лондоне. Помимо столицы, выступления пройдут в Кардиффе, Глазго, Ливерпуле и Дублине.  

## Личная жизнь

### Отношения и брак
Я всегда была склонна к меланхолии, тосковать любила. Когда мне было пять лет, я частенько долго просиживала на крыльце, скучая по каким-то далеким местам, где никогда не бывала. Это чувство со мной всю жизнь. Но я не жалуюсь. Я бы даже сказала, что хорошо научилась справляться со своей тоской. Бывали совсем мрачные времена, когда мне было очень тяжело. К счастью, теперь они позади — зато, вспоминая о них, я легче сочиняю песни.
С 2011 по 2014 годы Лана Дель Рей состояла в отношениях с шотландским музыкантом Барри Джеймсом О’Нилом, участником группы Kassidy. Они встретились, когда карьера певицы находилась на подъёме, и сразу же нашли общий язык. Дель Рей признавалась, что на начальных этапах своего творчества работала лишь с несколькими людьми, среди которых были О’Нил и композитор Дэниэл Хит. В апреле 2013 года Дель Рей и О’Нил записали кавер-версию и сняли музыкальное видео на песню Нэнси Синатры и Ли Хезлвуда «Summer Wine». Вскоре после этого группа О’Нила стала выступать на разогреве у Дель Рей во время концертного тура Paradise Tour. Несмотря на разрыв отношений, бывшие возлюбленные сохранили дружеские связи. Так, в 2021 году О’Нил принял участие в создании нескольких композиций для альбома Дель Рей Blue Banisters.
После разрыва с О’Нилом Лана вступила в романтические отношения с итальянским фотографом Франческо Карроццини, сыном главного редактора Vogue Italia Франки Соццани. В 2014 году Карроццини снял музыкальное видео на песню Дель Рей «Ultraviolence». Тем не менее, их отношения продолжались немногим более года, и в 2015 году пара распалась. В 2017 году Лану заметили в компании рэпера G-Eazy. Их отношения завязались на фестивале «Коачелла» и продлились всего несколько месяцев. В 2019 году певица начала встречаться с полицейским и звездой реалити-шоу Шоном Ларкиным. Эти отношения удивили поклонников, однако сама Лана отзывалась о нём как о «хорошем копе», способном объективно оценивать любую ситуацию. Пара проводила много времени вместе, но интенсивный график привел к прекращению их связи в 2020 году.
В том же году Лана начала отношения с музыкантом Клейтоном Джонсоном. Они познакомились через приложение для знакомств, и вскоре их чувства стали серьёзными. Лана праздновала Рождество на ферме родителей Джонсона, а появление кольца на её пальце породило слухи о возможной помолвке. Как и предыдущие, эти отношения также закончились, причина расставания осталась неизвестной. С 2022 по 2023 год певица встречалась с Джеком Донохью, участником группы Salem.
В сентябре 2024 года Лана Дель Рей вышла замуж за 56-летнего гида и охотника на аллигаторов из Луизианы Джереми Дюфрена. Свадьба состоялась спустя месяц после появления новостей об их романе. Церемония прошла у залива в Дес-Аллеманде в штате Луизиана, где жених организовывал лодочные экскурсии по болотам. Свадебное торжество было скромным, но уютным. К алтарю певицу провел под руку ее отец Роберт Грант. Для Ланы это первый брак, тогда как для охотника на аллигаторов — второй; мужчина воспитывает троих детей.

### Отношение к религии
Лана Дель Рей неоднократно упоминала о своем религиозном воспитании, которое оказало значительное влияние на её жизнь. В интервью журналу Clash в 2011 году она вспоминала детство в Лейк-Плэсиде, где она пела в церковных хорах и училась в католической начальной школе. Она даже исполняла обязанности кантора в местной церкви. «Я обожала церковь, — делилась Лана. — Меня завораживал мистицизм, мысль о чём-то большем, божественном замысле. Религия помогла мне найти способ общения с Богом, несмотря на то, что мои взгляды далеко не ортодоксальны. Стены сине-золотого собора пробуждали моё воображение. Я чувствовала, что кто-то заботится обо мне».
В последние годы Ланну часто видели на службах в лос-анджелесской мегацеркви Churchome. Богослужения проходят в театре «Сабан» в Беверли-Хиллз, и среди прихожан можно заметить такие знаменитости, как Кортни Кардашьян, Джастин Бибер, Селена Гомес, Сиара и Расселл Уилсон. В альбоме Did You Know That There's a Tunnel Under Ocean Blvd (2023) Дель Рей использовала записи проповедей пастора Джуды Смита, ранее вдохновившие Бибера на включение подобных фрагментов в мини-альбом Freedom (2021).
Однако в 2023 году Лана столкнулась с неожиданными обвинениями в колдовстве. Христианская блогерша Трейси Костон разместила в Instagram видео, где утверждала, что «демоническая энергия» Ланы стала причиной массового падения зрителей на концерте в Мехико. «Это ненормально!» — заявила Костон, представляясь экспертом по демонологии. Видео собрало более полумиллиона просмотров и тысячи лайков. В ответ Лана оставила комментарий под постом: «Я знаю Библию от корки до корки лучше, чем ты. P.S. От тебя исходит энергия супер-гремлина. И это совсем не комплимент».

### Выбор сценического имени
В начале карьеры Дель Рей ходили слухи, что псевдоним исполнительницы был составлен из имени американской актрисы Ланы Тёрнер и названия автомобиля «Форд Дель Рей», однако в одном из интервью она опровергла это: «Из-за Википедии меня всегда спрашивают, правда ли, что я взяла псевдоним в честь актрисы Ланы Тёрнер. Полное враньё. В интернете вообще нереальное количество какой-то брехни про меня. Я ни одного фильма с ней не смотрела, мне просто нравится это имя, и я считаю, оно подходит к моей музыке. Лана Дель Рей — звучит загадочно, есть в этом какое-то болезненное обаяние».
В интервью немецкому изданию Intro Дель Рей призналась: «Мой тогдашний парень был родом из Делрей-Бич во Флориде. Там было много людей, которые ранее боролись с алкогольной и наркотической зависимостью, довольно экзотическое общество. Я подумала, что это замечательно. И мне нравилось мягкое звучание „a“ в имени „Lana“.

### Татуировки
Дель Рей имеет несколько татуировок: на левой руке певицы есть надпись «M» в честь её бабушки, Мадлен; на той же руке есть надпись «Paradise» (англ. Рай). На безымянном пальце левой руки присутствует надпись «Die young» (англ. Умри молодым). На правом запястье Дель Рей присутствует татуировка с фамилиями двух любимых писателей певицы: «Nabokov Whitman». На внутренней стороне предплечья присутствует татуировка с названием любимого отеля Дель Рей, Chateau Marmont. По данным на ноябрь 2015 года, у Дель Рей появились две новые татуировки в честь певиц, поклонницей которых она является: «Whitney Amy» и «Nina Billie». На правой руке Дель Рей есть татуировка «Trust no one» (англ. Никому не доверяй). В интервью для издания Les Inrockuptibles, исполнительница поведала о желании свести татуировку «trust no one»: «Она всё ещё там, но я подумываю о том, чтобы её свести. Исключительно из-за того, что она слишком узнаваемая, а я мечтаю затеряться в толпе. Но это не более чем вопрос формы. В глубине души я по-прежнему так думаю».

## Общественный имидж

### Начало карьеры
Большинство журналистов ненавидят мои песни. Сама гадаю, почему. Возможно, дело в том, что поп-звезды редко появляются ниоткуда. А со мной так и вышло. Для меня самой это загадка. Возможно, дело в том, что в поп-музыке редко появляются совсем непонятные люди. А я и была непонятной. <…> Меня иногда пытаются убедить, что все дело в том, что музыкальная индустрия враждебно относится к женщинам, но я думаю, тут что-то личное. Я пишу песни сама, и эти песни очень интимные, они про очень глубокие переживания, про чувства, которых многие люди просто не могут испытать. Ну и, естественно, эти ребята начинают считать, что я марионетка. А на самом деле это они импотенты.
Перед выпуском альбома Born to Die (2012) Лана Дель Рей оказалась в эпицентре ожесточённых споров о своём имидже и карьерной стратегии. Её меланхоличное звучание, вдохновленное атмосферой Западного побережья, часто воспринималось как претенциозная стилизация, а её манера исполнения — от тихих шёпотов до глубокого рычащего вокала — вызывали критику за нарочитость и недостаток техники. Многие считали её образ искусственно созданным, полагая, что она изменила внешность благодаря пластическим операциям, а историю о жизни в трейлер-парке рассматривали как элемент PR-кампании. Одновременно ходили слухи о миллионах её отца, что не соответствовало действительности.
Рецензент The New York Times выразил сомнения относительно подлинности Ланы, назвав её имидж «созданным из готовых шаблонов». Он язвительно заметил, что её стиль и биография кажутся поддельными, и предложил ей «стереть макияж и попробовать заново через пару лет». Эти комментарии отражают общее мнение некоторых СМИ, сомневавшихся в искренности её творчества. Однако продюсер Тони Саймон, работавший с Ланой в 2009 году, встал на её защиту, опровергнув утверждения о том, что она является продуктом музыкальной индустрии. «Все, кто говорит, что она „сфабрикованная“ поп-звезда, просто болтают ерунду, — заявил он. — Хотя и невозможно полностью избежать влияния бизнеса, корни её успеха уходят глубоко в личность Лиззи Грант».
Пол Харрис в статье для The Guardian, вышедшей за неделю до релиза Born to Die, указал на роль интернета в формировании современных музыкантов. Он отметил, что цифровую эпоху артисты способны стремительно входить в культурное пространство, независимо от того, был ли их успех спланирован крупными компаниями или произошёл стихийно. Харрис также подчеркнул, что интенсивная критика в отношении Ланы началась задолго до выпуска её дебюта, что демонстрирует культурную озабоченность концепцией «аутентичности». По его словам, эта концепция стала центральной как для поклонников, так и для исполнителей и компаний, стремящихся создавать или поддерживать образ исполнителя, добившегося всего самостоятельно.

### Социальные взгляды

#### На феминизм
Лана Дель Рей, неоднократно обвинявшаяся в антифеминизме, в 2014 году заявила: «Меня больше занимают такие вопросы, как деятельность SpaceX и Tesla, а также перспективы освоения космического пространства. Когда речь заходит о феминизме, я обычно отвечаю: „Помилуйте, меня это не слишком интересует“». Позже она добавила:
Настоящая феминистка, на мой взгляд, — это та, кто свободно делает то, что хочет. Если я выбираю иметь много партнёров или предпочитаю отношения, основанные лишь на физической привлекательности, это вовсе не значит, что я противница феминизма. Аргументы в пользу феминизма никогда не играли для меня значительной роли. Я недостаточно осведомлена в истории движения, поэтому вряд ли являюсь подходящим человеком для обсуждения этой темы.
В 2017 году, в интервью Pitchfork, Лана пересмотрела свою позицию:
Сейчас культурный климат кардинально изменился. Особенно это ощутимо по сравнению с периодом администрации Обамы, когда все мои знакомые чувствовали себя защищёнными. Это было чудесное время. <…> Но сейчас [при Трампе] женщины моментально оказались в уязвимом положении. Что будет, если закроют Planned Parenthood? Что, если мы утратим контроль над репродуктивными правами? Поэтому теперь, когда меня спрашивают о феминизме, я смотрю на вещи иначе.  
После скандалов с обвинениями в сексуальных домогательствах, связанных с Харви Вайнштейном, Лана поддержала движение #MeToo:
За последнее десятилетие я поняла, насколько сложно проявлять активность и оказывать влияние, не сталкиваясь с негативной реакцией и последствиями. Тогда миром управляли мужчины. Именно поэтому я считаю это движение таким важным. Те, кто не понимают сути #MeToo, попросту не понимают меня. Как можно не понимать, насколько тяжело порой оставаться в безопасности и сохранять право голоса, будучи женщиной?
В мае 2020 года Дель Рей выразила недоумение по поводу того, что такие артистки, как Бейонсе, Doja Cat, Ники Минаж, Карди Би, Ариана Гранде, достигают коммерческого и критического успеха благодаря песням о сексе и неверности. В то же время её саму обвиняют не только в этом, но и в романтизации насилия, хотя она утверждает, что говорила о реальных проблемах в отношениях. Поскольку многие из упомянутых ею исполнительниц являются афроамериканками, её слова восприняли как проявление расизма. Позднее Лана прокомментировала эту ситуацию: «Очень грустно, что люди пытаются превратить мой пост в расовый конфликт».  

#### На политику
Дель Рей не раз резко высказывалась о президенте Дональде Трампе, называя его «отражением величайшей проблемы нашего мира, которая заключается не в изменении климата, а в социопатии и нарциссизме». Она утверждала, что его психическое состояние мешает ему осознавать последствия своих слов и поступков. В январе 2021 года на фоне событий, связанных с захватом Капитолия, Лана заявила, что Трамп не осознаёт, что призывает к беспорядкам из-за бреда величия. В 2018 году она также критиковала Канье Уэста за поддержку Трампа. В первый год президентства Трампа исполнительница призналась, что пыталась навести на него порчу. После победы Джо Байдена на президентских выборах 2020 года Дель Рей выразила ему свою поддержку, исполнив кавер-версию песни «On Eagle’s Wings».  

### Благотворительность
На протяжении карьеры Лана Дель Рей неоднократно поддерживала различные благотворительные инициативы, используя свою музыку и творчество для помощи тем, кому это необходимо. Ещё в начале 2000-х, задолго до мировой славы, Лана работала в приюте для бездомных и участвовала в гуманитарных миссиях, включая строительство домов на территории народа навахо.
В 2019 году в ответ на массовые расстрелы в Эль-Пасо и Дейтоне она выпустила сингл «Looking for America». Все доходы от продажи этого сингла были направлены в фонды помощи жертвам этих трагедий, а также стрельбы на фестивале Gilroy Garlic. В октябре 2020 года Лана пожертвовала $350 000 от продаж сборника Violet Bent Backwards over the Grass организации DigDeep, которая обеспечивает доступ к чистой воде для удалённых сообществ на территории народа навахо, отметив, как важно «возвращать долг людям, которые сформировали нашу страну». Позже, в декабре того же года, она выпустила кавер на песню «You'll Never Walk Alone», чтобы поддержать благотворительные программы фонда Liverpool F.C. Foundation.
В 2023 году Дель Рей направила все средства от продажи билетов на концерты в рамках тура в поддержку альбома Did You Know That There’s a Tunnel Under Ocean Blvd в города, где проходили выступления. Исполнительница заверила фанатов, что она гастролирует не для того, чтобы зарабатывать деньги. «Для меня это не главное, — сказала она. — Я знаю, что это звучит банально, но я гастролирую, потому что мне это нравится».

## Анализ творчества

### Музыкальная самобытность

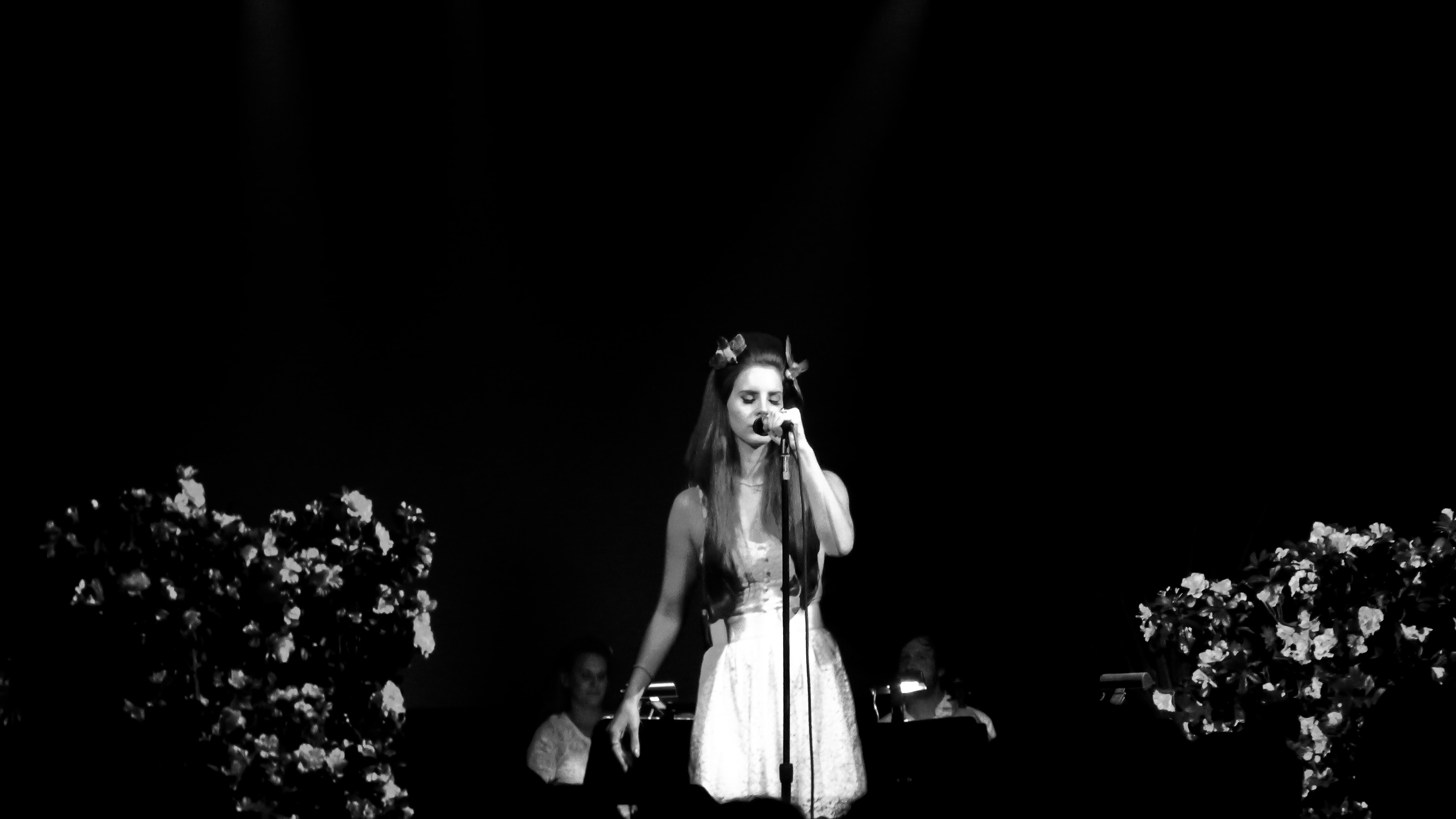
Выступление Дель Рей в, Нью-Йорк, в июне 2012 года

Музыкальный стиль Ланы Дель Рей сочетает различные жанры и эстетические направления. Её творчество относят к альтернативной музыке (альт-попу). Особенностью её музыкального стиля является «голливудский сэдкор» (англ. hollywood sadcore) — сочетание меланхолии, трагической романтики и кинематографичности. Песни Ланы характеризуются глубоким изучением тем человеческих взаимоотношений, потерь и ностальгии, а также насыщены отсылками к американской поп-культуре, особенно к эстетике 1950-х и 1960-х годов. Однажды в интервью она призналась: «Хотя я и не родилась в 50-е, мне кажется, что я там была».
Критики и музыкальные издания отмечают многогранность её творчества. Rolling Stone называет её лаунж-певицей, а Billboard — «арт-поп-волшебницей», подчёркивая её умение создавать сложные, многослойные композиции. Журнал Time обращает внимание на кинематографичность её музыки, дополненную хип-хоп-вокальными приёмами.Творчество Ланы сложно ограничить одним жанром, поскольку оно включает элементы дрим-попа, барокко-попа, инди-попа и психоделического рока с добавлением трип-хопа, хип-хопа, трэпа и лоу-фая. В песнях «National Anthem», «Off to the Races» и «Diet Mountain Dew» она использует альтернативный речитатив. В начале карьеры, под своим настоящим именем Лиззи Грант, Лана описывала свою музыку как «гавайский глэм-метал», а в период работы под псевдонимом Мэй Джейлер — как «акустическую».

О своих текстах Лана говорит:
Они не должны быть популярными. Это ведь не поп-музыка. И я никому ничего не должна, делаю, что хочу и когда хочу. Надеюсь, что люди не будут меня просить ни о чём подобном. Поэтому никакой ответственности ни перед кем я не ощущаю <…> Я очень эгоистична, и всё, что делаю, я делаю для самой себя. Я это слушаю, и я получаю наслаждение, испытывая драйв. Хочу плыть в океане под свои собственные песни. А остальным не нужно их слушать и думать о них, это не их дело.
В интервью Nylon осенью 2013 года она отметила, что популярность усложняет творческий процесс: «Трудно быть наблюдателем, когда все на тебя смотрят. Приходится забираться глубже внутрь, потому что из внешнего мира становится непросто черпать вдохновение».
Её творчество наполнено отсылками к американской культуре 1930—1970-х годов: клипы напоминают старые фильмы категории «B», а тексты содержат цитаты из произведений Теннесси Уильямса и Владимира Набокова. Довершают картину винтажные образы — вульгарной простушки из 1950-х в Born to Die (2012), роковой женщины в Ultraviolence (2014), знойной красотки на шикарном кабриолете в Honeymoon (2015), типичной американской «девушки по соседству» в Lust For Life (2017). Лану называют «гангста-версией Нэнси Синатры», «сентиментальной певицей эпохи интернета» и «анти-Гагой».

#### Эволюция стиля
На протяжении карьеры Лана Дель Рей экспериментировала со звучанием и варьировала стиль, но некоторые темы в её творчестве остаются неизменными: голливудский гламур, наркотики, меланхолия и созависимые отношения. В её музыке переплетаются ностальгия по прошлому, кинематографичность и глубокий лиризм, которые делают её творчество уникальным и узнаваемым. При этом её стиль эволюционировал от гламурного образа 1950-х к чему-то более уникальному и личному.
В моей музыке много отсылок к 60-м не потому, что я тоскую по той эпохе. И вся эта тема про американскую мечту — мол, если ты будешь усердно трудиться и верить в успех, все получится, — для меня тоже ничего не значит. Я мечтаю о куда более интересных вещах, чем богатство. Короче, когда я что-то заимствую из прошлого, в этом нет никакой политической подоплеки. Мне просто нравятся картинки. Я ностальгирую, потому что это хорошо выглядит.
Второй студийный альбом Born to Die (2012) стал своего рода введением в фантазийный мир певицы. Здесь Дель Рей делится своей одержимостью эпохой 1950—1960-х годов, американской культурой и образами голливудских див. Хит «Summertime Sadness» рассказывает о мимолётной красоте летнего романа, а синглы «National Anthem» и «Blue Jeans» подчёркивают её восхищение временем, когда жили такие иконы, как Мэрилин Монро и Джеймс Дин. В песне «Body Electric» из мини-альбома Paradise (2012) Лана снова упоминает Монро, укрепляя связь с той эпохой. Образ певицы в этот период — воплощение голливудской звезды середины XX века, а её музыка, сочетающая поп-эстетику и трип-хоп, передаёт шарм американской мечты.
Третий студийный альбом Ultraviolence (2014) знаменует отход от яркого гламура в пользу более тёмного и расслабленного звучания, вдохновлённого психоделическим и дезерт-роком. Тексты песен становятся более литературными и меланхоличными, а вокал — более глубоким и эмоциональным. В треках «Shades of Cool» и «Sad Girl» она исследует болезненные аспекты любви и созависимых отношений. На этом этапе её творчество приобретает более мрачные и реалистичные черты, где она больше не идеализирует своих возлюбленных, а откровенно говорит о страданиях, которые они ей приносят. Эстетика этого периода характеризуется стилем «софт гранж», который стал популярен среди подростков в 2010-х годах. Вместе с такими исполнителями, как Лорд, Дель Рей формирует тренд «sad girl chic», который активно обсуждался в социальных сетях, особенно на платформе Tumblr.

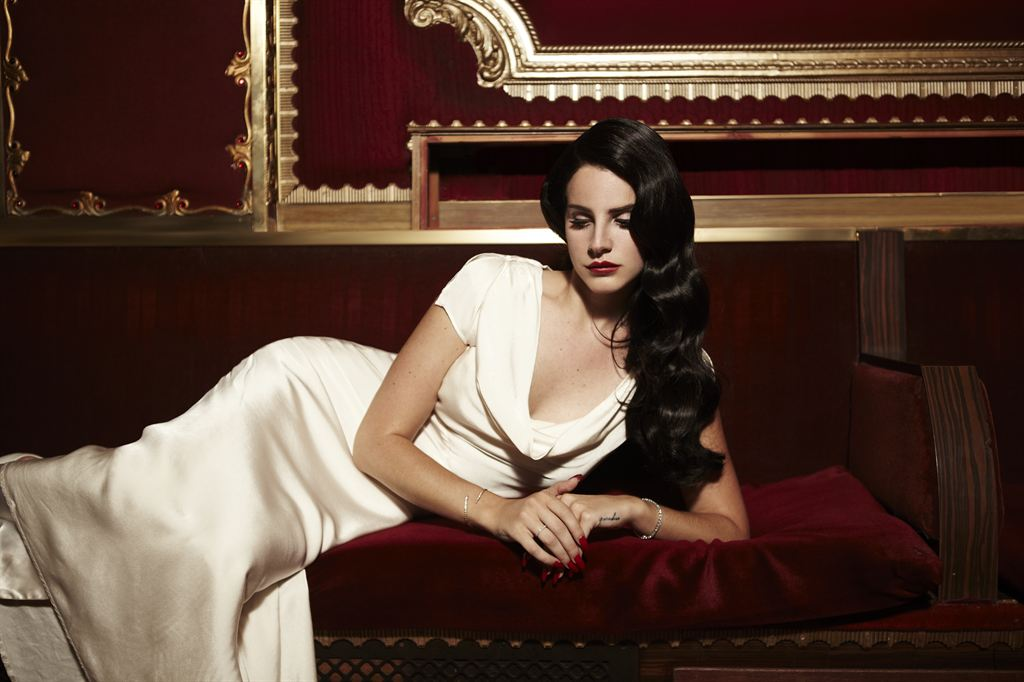
Лана Дель Рей в промо-ролике альбома Paradise

Альбом Honeymoon (2015) ознаменовал возвращение к визуальному и музыкальному стилю ранних работ, но с более зрелым подходом. В сингле «High by the Beach» она использует искажённое звучание, чтобы передать ощущение «кайфа», но одновременно намекает на темные стороны своих отношений, где любовь превращается в зависимость. В заглавном треке «Honeymoon» она поёт о насилии, окружающем её возлюбленного, но признаётся, что больше не боится, потому что нашла его. На пятом альбоме Lust for Life (2017) Дель Рей выражает стремление вернуться к утраченной невинности и простоте. Она жаждет жизни без токсичных отношений и травм, но её привязанность к ним сохраняется. В то же время её стиль возвращается к первоначальным темам творчества, но уже без чрезмерной идеализации. Треки «Summer Bummer» и «Terrence Loves You» наполнены яркими образами и ностальгией по голливудским легендам, которые «никогда не стареют».  
Альбом Norman Fucking Rockwell! (2019) стал поворотным моментом в карьере исполнительницы. Здесь она перестает идентифицироваться через своих партнеров и становится главным героем собственной истории. Больше не глядя на мир сквозь розовые очки, она видит своих возлюбленных такими, какими они действительно являются, что отражает реализм американского иллюстратора Нормана Роквелла. В песне «hope is a dangerous thing for a woman like me to have — but i have it» она признаётся в своей уязвимости, но демонстрирует силу. Седьмой и восьмой альбомы — Chemtrails Over The Country Club (2021) и Blue Banisters (2021) —отличаются большей интроспективностью. Лана отдаляется от романтизации Западного побережья и обращается к исследованию духа американского пригорода («субурбии»). В её музыке появляются фолк-мотивы, а тексты становятся более откровенными и поэтичными. В треке «Let Me Love You Like A Woman» она почти шёпотом признаётся: «Я просто упоминаю об этом, потому что готова покинуть Лос-Анджелес».

### Вокал и живые выступление
Лана Дель Рей обладает выразительным контральто с диапазоном более трёх октав. Её голос часто описывают как завораживающий и глубоко эмоциональный, способный с лёгкостью переходить от высоких нот с лёгким, практически «девичьим» тембром до бархатисто-низких, джазовых интонаций. Находясь под влиянием Нэнси Синатры, Дель Рей адаптировала и модернизировала ее стиль для нового поколения.

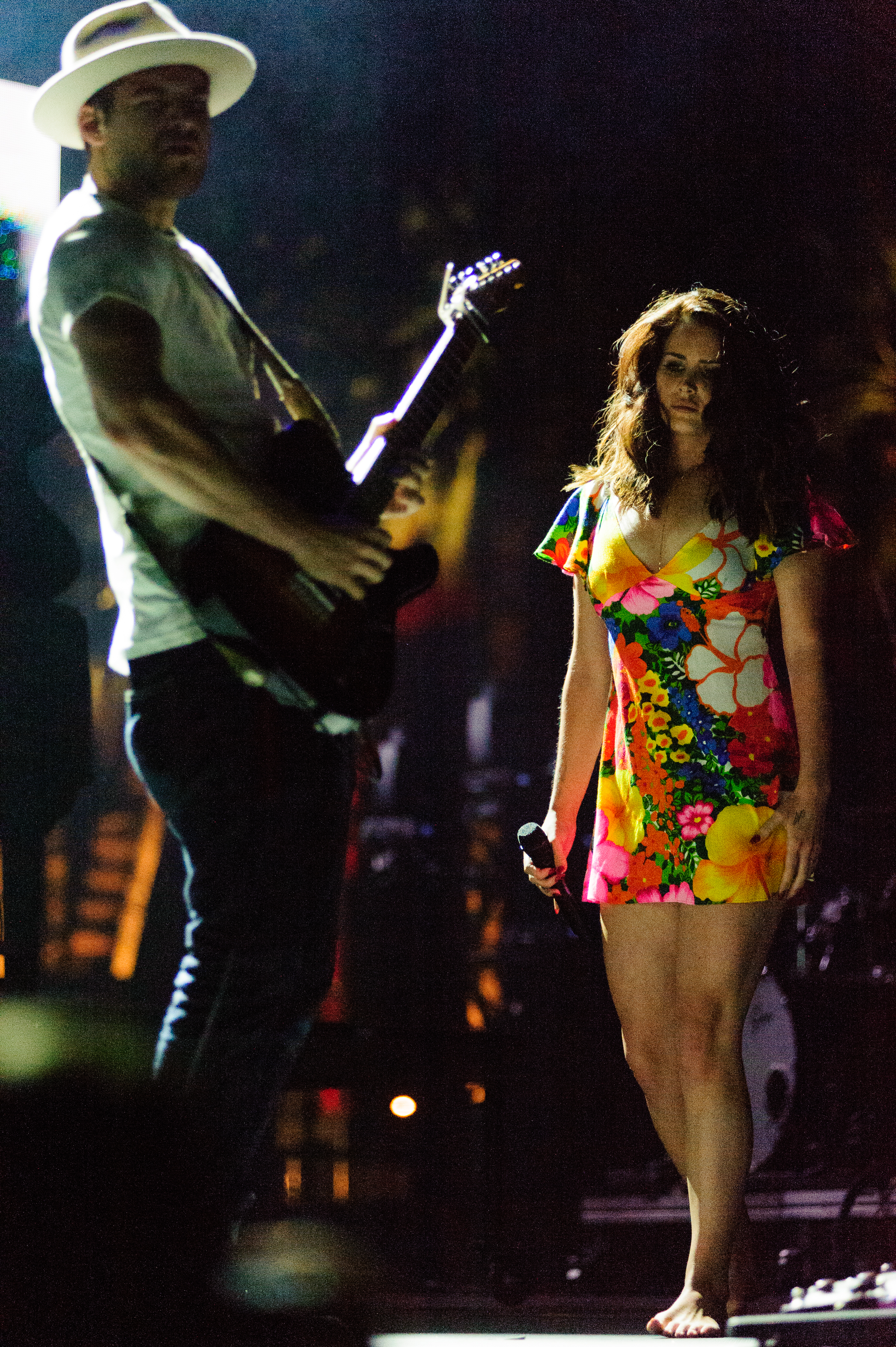
Выступление Дель Рей на фестивале «Коачелла» в апреле 2014 года

Нижний регистр голоса певицы отличается густотой и насыщенностью, с характерным дымчатым оттенком, что особенно заметно в таких композициях, как «Born To Die». Этот диапазон часто используется с томительной окраской, сопровождаемой характерным дрожанием голоса. Несмотря на контраст с более светлым и ярким головным голосом, нижний регистр звучит уверенно и естественно. Средний регистр обладает плотным и насыщенным звучанием, звучит мягко и свежо, что не так явно проявляется в других областях вокала («Dark Paradise»). В этом диапазоне Лана Дель Рей демонстрирует умение играть с эмоциональными палитрами мелодий. Её голос может звучать меланхолично и грустно, с пушистыми оттенками («God Knows I Tried»), мечтательно-влюблённо, с тёплым, медовым тоном («West Coast»), с нотками ностальгии («Old Money»), а также игриво, с сияющим поп-тембром («Brite Lites»). Эта часть диапазона Ланы универсальна, музыкальна и без труда выражает тембр, темп и вес вокала. Головной голос Ланы Дель Рей отличается женственностью, нежным и светлым тембром, которым она мастерски управляет, как, например, в песне «Tired Of Singing The Blues». Работая в этом диапазоне, певица легко достигает фальцета («Pawn Shop Blues») и переключается между регистрами без срывов и напряжения («Kinda Outta Luck»). Однако в этом регистре отсутствует резонанс, что заметно при сведении записей.
После выхода альбома Ultraviolence (2014), записанного вживую без программной обработки голоса, критики начали чаще отмечать вокальное мастерство Ланы. Её голос обрёл уверенность, а уникальная манера исполнения, наполненная эмоциями, привлекла ещё большее внимание. Однако в студийных записях певица известна многослойными вокальными партиями, что сложно воспроизвести на живых выступлениях, особенно без подпевок, которые обычно добавляют глубину её звучанию. Дель Рей долгое время боролась с боязнью сцены, что часто сказывалось на её концертных выступлениях. Однако к 2014 году журналисты отметили, что её уверенность на сцене значительно возросла. Например, дебютное исполнение песни «West Coast» на фестивале «Коачелла» было названо Billboard «звёздным выступлением», а её вокальные способности получили высокую оценку. Критики описывают голос Ланы как «дымчатый», «хрипловатый» и сравнивают его с вокалом Мэрилин Монро. После выхода альбома Honeymoon (2015) её манеру пения сопоставляли с исполнительницами Джули Круз и Эртой Китт.
Начиная с альбома Born to Die (2012) Дель Рей целенаправленно стала использовать более низкий вокал. Она объяснила это стремлением выделиться и заставить аудиторию воспринимать её серьёзно: «Меня не воспринимали всерьез, поэтому я начала петь ниже, чтобы усилить свой образ. Теперь я пою довольно низко <…> по крайней мере, для женского голоса». Она также поделилась, что её голос раньше был значительно выше, но она намеренно изменила его, чтобы избежать стереотипов: «Я пела по-разному и видела, к чему люди тянутся. Из-за моей внешности мне нужно было что-то, что придало бы моему творчеству весомость. Иначе люди решили бы, что я просто очередная легкомысленная певичка».

#### Критика
Некоторые критики считают голос Дель Рей «бездушным» и «пустым».Её живые выступления неоднократно вызывали неоднозначные отзывы: исполнение песен на концертах часто характеризовалось как бледное, слабое и шероховатое. Это привело к обвинениям в том, что её успех обусловлен студийной обработкой, а не природным талантом. Недостаток вокальной техники проявился уже на ранних выступлениях. Одним из известных провалов стало её выступление на Saturday Night Live в 2012 году.

Разгромной оказалась рецензия The Guardian на выступление Дель Рей на фестивале «Коачелла» в 2024 году:
Её фальшивое, прерывистое вокальное исполнение напомнило о её катастрофическом выступлении на Saturday Night Live в 2012 году, которое иногда называют худшим в истории шоу. Тогда критики буквально растерзали её пустое, но одновременно излишне старающееся выступление. <…> Женщина, стоявшая рядом со мной, и я не могли сдержать смеха, слушая безжизненное исполнение Ланой строчки из «Summertime Sadness» — «I’m feeling electric tonight», потому что, ну, очевидно, что она вовсе не была «наэлектризованной». Танцоры на заднем плане выкладывались на полную, демонстрируя балетные, лиричные движения. В какой-то момент, когда она попыталась изящно опереться на одного из них, казалось, что она готова уснуть прямо на сцене. Однако Лана сохранила способность удивлять. Именно тогда, когда казалось, что её равнодушие достигло пика — она бесцельно бродила по сцене, бормоча слова, словно у неё не было ничего лучше, чем делать, — она перешла к сегменту, где легла на сцену и продолжала петь, буквально развалившись на «Коачелле».
Критика живых выступлений Ланы Дель Рей часто акцентирует внимание на её необычной, почти отстранённой манере поведения на сцене. В сентябре 2017 года The New York Times опубликовала обзор её концерта, где отмечалось: «Более часа Лана Дель Рей выглядела жутко непринуждённой — она пела и улыбалась с такой лёгкостью, будто выступала на вечере песен у местной кофейни». В 2014 году критик Рой Трейкин в The Hollywood Reporter также обратил внимание на её дистанцированность: «В её дружелюбии чувствовалась некоторая отстранённость, очевидная даже с моего места на другом конце сцены, высоко над толпой, — её холодность всё равно ощущалась».

### Оказавшие влияние

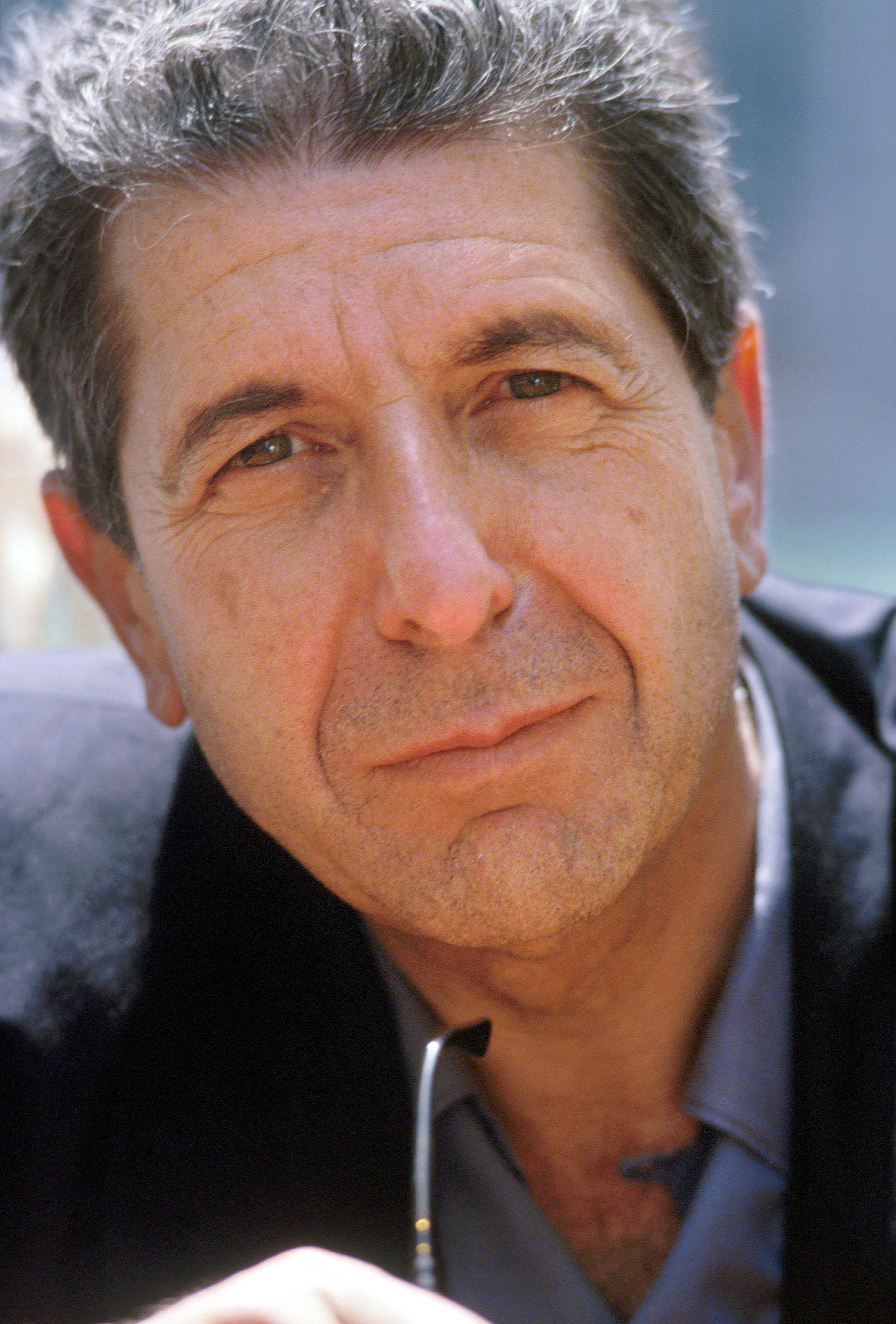
Одним из кумиров Дель Рей является автор-исполнитель Леонард Коэн. В 2013 году она записала кавер-версию его песни «Chelsea Hotel #2».

Дель Рей вдохновляется великими мастерами музыки, представляющими самые разные жанры и эпохи. Среди её любимых исполнителей — Элвис Пресли, Эксл Роуз, Фрэнк Синатра, Билли Холидей, Брюс Спрингстин, Дженис Джоплин, Нина Симон, Нэнси Синатра, Джули Круз, Лу Рид, Леонард Коэн, Джошуа Тиллман, Дэн Ауэрбах, Бобби Винтон, Джим Моррисон, Дэвида Боуи, Кортни Лав и Курт Кобейн, а также группы The Crystals, Eagles, Guns N’ Roses, Antony and the Johnsons и The Beach Boys. В интервью радио BBC Radio она призналась, что её вдохновляют «мастера каждого жанра», называя среди своих кумиров Боба Дилана, Синатру, Джеффа Бакли и Коэна.
Особое место в её сердце занимает Бритни Спирс, которую Лана называет важной фигурой в поп-музыке. Также она выражает восхищение талантом Эминема, Эми Уайнхаус и Cat Power. Одной из её любимых песен стало живое исполнение композиции «Summertime» из альбома Cheap Thrills Дженис Джоплин. Среди других любимых треков — «Time of the Season» группы The Zombies и «Hotel California» от Eagles.
Лана Дель Рей часто обращается к кинематографу и литературе как к источникам вдохновения. Её любимыми фильмами являются первые две части трилогии «Крёстный отец» и «Красота по-американски», которые, по её словам, значительно повлияли на её музыкальный стиль. В её творчестве важное место занимает поэзия. Она цитирует произведения таких мастеров слова, как Уолт Уитмен и Аллен Гинзберг, называя их «инструментами для написания песен». В песне «Body Electric» она отсылает к стихотворению Уитмена «Электрическое тело пою», а также упоминает его в строчке «Whitman is my daddy». Во время интервью журналу L’Officiel Лана прочитала стихотворение Уитмена «Песня о себе», подчеркнув свою связь с его творчеством. Особое влияние на Лану оказал роман Владимира Набокова «Лолита», вдохновивший её на создание одноимённой песни, вошедшей в альбом Born to Die. В треке «Off to the Races» она цитирует строку из этого произведения: «Свет моей жизни, огонь моих чресел».
По словам Дель Рей, на написание композиций её также вдохновляют режиссёры-сюрреалисты, такие как Дэвид Линч и Федерико Феллини, а также художники этого направления вроде Марка Райдена и Пабло Пикассо. Лана не скрывает своего восхищения иконами Голливуда. Среди актрис она особенно выделяет Лорен Бэколл.

## Наследие

### Культурный депрессивный сдвиг

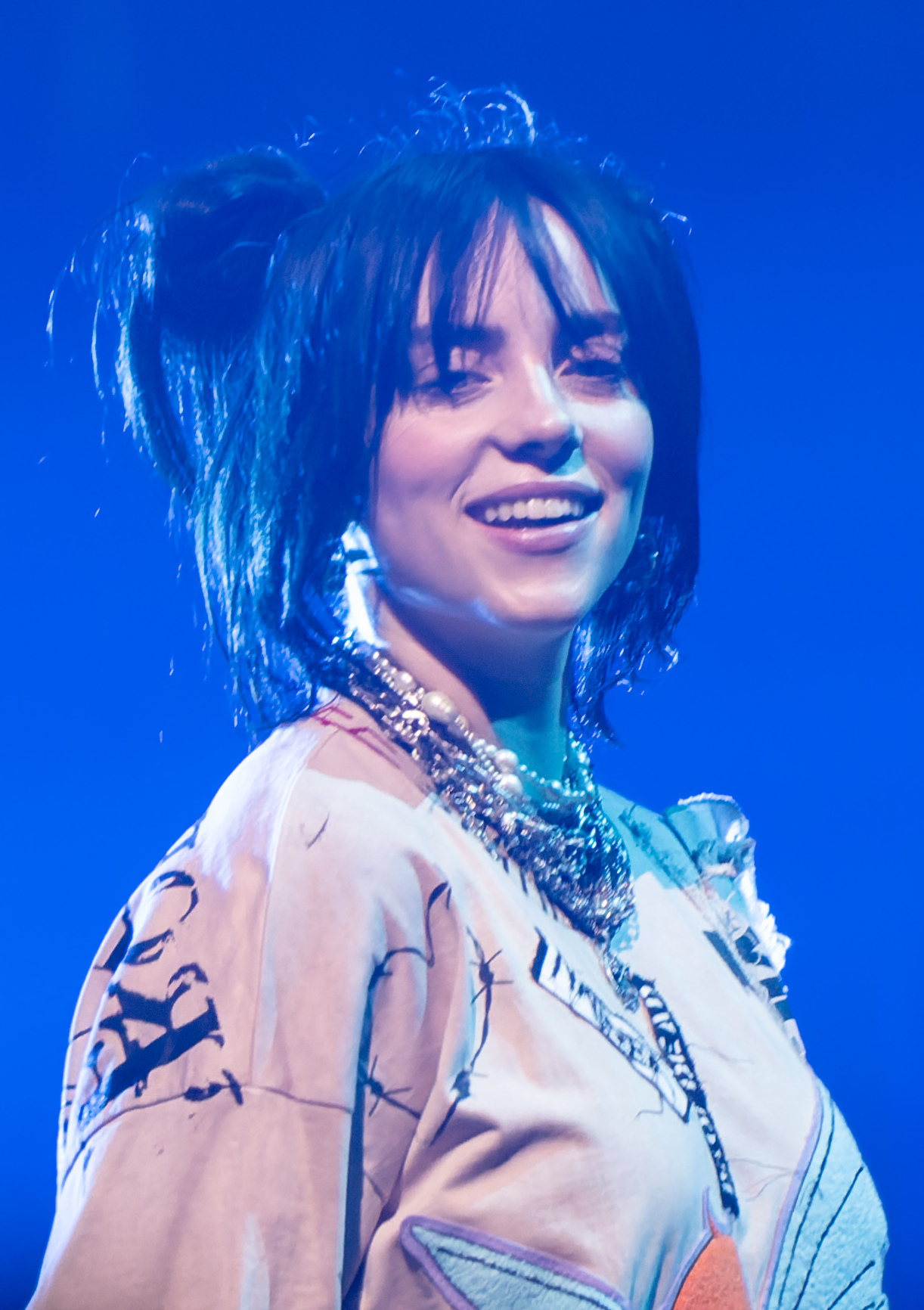
Билли Айлиш не раз признавала влияние музыки Ланы Дель Рей на своё творчество

Лана Дель Рей, ставшая одной из ключевых фигур в поп-музыке 2010-х годов, начала свою карьеру под именем Лиззи Грант. Её первые шаги в музыкальной индустрии были непростыми: дебютный альбом, выпущенный в 2010 году, остался практически незамеченным и впоследствии был удалён из сети. Однако всё изменилось в 2011 году, когда Лана представила миру клип на песню «Video Games», созданный в домашних условиях. Это низкобюджетное видео, наполненное ностальгической атмосферой и меланхоличным настроением, быстро стало вирусным, а сама артистка была воспринята как андеграундная сенсация. Её образ — загадочный, меланхоличный и кинематографичный — резко контрастировал с яркой и оптимистичной поп-культурой того времени. Лана быстро завоевала популярность: билеты на её концерты раскупались мгновенно, а критики отмечали её уникальный стиль и способность создавать глубокие, эмоционально насыщенные произведения. Однако успех сопровождался скандалами. Вскоре стало известно, что якобы Лиззи Грант — дочь успешного предпринимателя, а её образ будто бы был частично разработан при участии профессиональных маркетологов. Это вызвало волну критики: фанаты, которые поддерживали её на раннем этапе, почувствовали себя обманутыми. Лану обвиняли в неискренности, критиковали её внешность и вокальные данные, сравнивая её с ребёнком, который лишь имитирует пение.
Несмотря на шквал негатива, Лана использовала проверенный временем художественный приём — создание сценического образа, как это делали до неё Дэвид Боуи, Мадонна и Леди Гага. Ее дебютный альбом Born to Die стал одним из самых ожидаемых релизов 2013 года. Клип на заглавную песню альбома напоминал короткометражный фильм с эксцентричными образами, символикой и меланхоличной эстетикой. Альбом объединил элементы хип-хопа, инди-музыки и барокко-попа, создав уникальный саунд, который стал ее визитной карточкой. Лана Дель Рей не только изменила звучание поп-музыки, но и повлияла на ее эмоциональный настрой. Если раньше поп-культура была сосредоточена на оптимизме, вечеринках и лёгкости, то Лана привнесла в неё темы грусти, уязвимости и меланхолии. Её музыка и тексты говорили о любви, потерях, одиночестве и внутренних конфликтах, что находило отклик у молодого поколения. В интервью 2017 года она отметила, что её творчество отражает культурный сдвиг, когда темы печали и депрессии стали более открыто обсуждаться в обществе.

### Влияние
Лана Дель Рей стала культурным феноменом, чьё влияние ощущается далеко за пределами поп-музыки. Её стиль, атмосфера и уникальное звучание вдохновили целое поколение артистов, включая Билли Айлиш, Оливию Родриго, Мэдисон Бир, XXXTentacion, Лорен Хурэги, Кевина Эбстрэкта, Конана Грея, Мэгги Линдеманн, Рене Рапп и других. Её дебютный альбом Born to Die (2012) стал катализатором смены настроения в поп-музыке: если в начале 2010-х доминировал яркий и энергичный EDM, то Лана привнесла в него меланхоличные, наполненные хип-хопом звучания. Её влияние ощущается в творчестве таких альтернативных поп-исполнителей, как Лорд, Холзи, Сиа, Бэнкс, Скай Феррейра, Father John Misty, Тейлор Свифт, Майли Сайрус и Селена Гомес.  
В 2019 году журнал Billboard включил сингл «Born to Die» в список «100 песен, определивших 2010-е», отметив, что трек стал точкой отсчёта для нового звучания в поп-культуре. Её альбом Norman Fucking Rockwell! (2019) был признан одним из 500 величайших альбомов всех времён по версии Rolling Stone. Журнал Pitchfork назвал Лану одной из величайших современных авторов песен в США.  
Дель Рей получила признание не только от молодых артистов, но и от легенд, которые вдохновляли её саму. Брюс Спрингстин, Джоан Баэз, Элтон Джон, Кортни Лав, а также режиссёры Дэвид Линч и Джон Уотерс выражали восхищение её творчеством. В 2022 году Нью-Йоркский университет запустил курс, посвящённый музыке и влиянию Ланы Дель Рей под названием «Topics in Recorded Music: Lana Del Rey». Rolling Stone поставил Лану на 175-е место в список «200 величайших певцов всех времён» (2023), а Rolling Stone UK назвал её «величайшим американским автором песен XXI века».  

## Награды
Лана Дель Рей — обладательница ряда престижных наград, включая MTV Video Music Award, три MTV Europe Music Awards, две Brit Awards, две Billboard Women in Music и премию «Спутник». Одиннадцатикратная номинантка на «Грэмми» и номинантка на «Золотой глобус».

## Дискография
- 2010: Lana Del Ray
- 2012: Born to Die
- 2014: Ultraviolence
- 2015: Honeymoon
- 2017: Lust for Life
- 2019: Norman Fucking Rockwell!
- 2021: Chemtrails Over the Country Club
- 2021: Blue Banisters
- 2023: Did You Know That There’s a Tunnel Under Ocean Blvd
- 2025: The Right Person Will Stay

## Концертные туры
| Годы      | Название                         |
| --------- | -------------------------------- |
| 2011—2012 | Born to Die Tour                 |
| 2013—2014 | Paradise Tour                    |
| 2015      | The Endless Summer Tour          |
| 2016      | The Festival Tour                |
| 2018      | LA to the Moon Tour              |
| 2019      | The Norman Fucking Rockwell Tour |
| 2023—2025 | Lana Del Rey's 2023-2025 Tour    |

## Фильмография
| Год  |     | Русское название                                    | Оригинальное название                              | Роль                       |
| ---- | --- | --------------------------------------------------- | -------------------------------------------------- | -------------------------- |
| 2010 | кор | Бассейн                                             | Poolside                                           | Лиззи                      |
| 2012 | кор | Национальный гимн                                   | National Anthem                                    | Жаклин Кеннеди             |
| 2012 | кор | Поездка                                             | Ride                                               | Певичка/Проститутка        |
| 2013 | кор | Тропико                                             | Tropico                                            | Ева/Дева Мария             |
| 2015 | док | Привет, как ты, Дэниел Джонстон?                    | Hi, How Are You Daniel Johnston?                   | исп. продюсер              |
| 2016 | кор | Чудак                                               | Freak                                              | Памела Курсон              |
| 2017 | тф  | Башня из песни: мемориальный трибьют Леонарду Коэну | Tower of Song: A Memorial Tribute to Leonard Cohen | Лана Дель Рей              |
| 2019 | в   | Рождественское шоу Кейси Масгрейвс                  | The Kacey Musgraves Christmas Show                 | Лана Дель Рей              |
| 2019 | кор | Грёбаный Норман Роквелл                             | Norman Fucking Rockwell!                           | Стервочка из Венис; монтаж |